# Liste des toponymes juifs en France
Les toponymes juifs sont nombreux en France et témoignent de plus de 2 000 ans d'histoire des Juifs en France. Beaucoup notamment rappellent la présence des Juifs avant leur expulsion du royaume de France au XIVe siècle. D'autres rappellent les communautés qui ont perduré en Alsace ou en Avignon et en Comtat Venaissin jusqu'au début du XXe siècle.
En 1946, l'historien Robert Anchel, cité par Gérard Nahon, recensait 191 toponymes juifs en France. Aujourd'hui, grâce à Internet et les sites de cartes géographiques, on peut en recenser plus de 400 auxquels se sont ajoutés ceux qui commémorent la Shoah.
| \| Alençon · Alet-les-Bains · Apt · Avignon · Bagnols-sur-Cèze · Beaupréau · Bernis (Gard) · Béziers · Bué · Cangey · Carpentras · La Celle-Guenand · Chalabre (impasse) · Châlons-en-Champagne · Chambéry · Changé · Châteauneuf-de-Gadagne · Châteauneuf-du-Rhône · Châtillon-sur-Seine · Courgains · Crémieu · Dieulefit · Digne-les-Bains · Donzère · Draguignan · Épernay · Étampes · Fanjeaux · La Flèche · Fontenay (Eure) · Fréjus · Grazay · Guérande · La Haie-Fouassière · L'Isle-sur-la-Sorgue · Istres · Le Croisic · Lignières-la-Carelle · Lignol-Le-Château · Lorgues · Lourmarin · Lyon · Malaucène · Le Mans · Marigny-le-Châtel · Marvejols · Le Mesnil-Aubert · Merlieux-et-Fouquerolles · Montaigu (Vendée) · Montélimar · Montmirail (Marne) · Mortagne-sur-Sèvre · Nantes · Nice : Carriera de la Judaria · Niort · Nyons · Parthenay · Pélissanne · Pernes-les-Fontaines · La Perrière (Orne) · Peyruis · Pézenas · Pignans · Le Pin-en-Mauges · Pontlevoy · Le Puy-en-Velay · Richebourg · Riez · Robion · Saint-Fulgent-des-Ormes · Saint-Georges-du-Bois (Maine-et-Loire) · Saint-Gilles (Gard) · Saint-Herblain · Saint-Paul-Trois-Châteaux · Sancerre · Sens · Sézanne · Valence · Valensole · Vallon-sur-Gée · Vienne (Isère) · Viens · Villeneuve-en-Perseigne · Vitry-en-Perthois · Agen · Aix-en-Provence (rue du puits juif) · Argentan · Argoules · Armaucourt · Arnaville · Arquèves · Argentan · Arnaville · Aubencheul-aux-Bois · Augny · Aumale · Aups · Authumes · Autrécourt-sur-Aire · Bacqueville-en-Caux · Ballots · Barembach · Baigneux-les-Juifs · Baugé · Baume-les-Dames · Bavay · Bazoches-sur-Vesles · Behonne · Beaufort-en-Vallée · Bellegarde (Loiret · Bergheim · Berlaimont · Bermonville · Bernaville · Billy-sous-Mangiennes · Blevaincourt · Blois · Bogny-sur-Meuse · Boisbergues · Boncourt-sur-Meuse · Boulay-Moselle · Bourges · Bouxwiller (Bas-Rhin) · Boncourt-sur-Meuse · Boulay-Moselle · Bourges · Bouxwiller (Bas-Rhin) · Brezolles · Brie-Comte-Robert · Brognon (Ardennes) · Brumath · Bruyères-le-Châtel · Bruys · Buchy (Seine-Maritime) · Bué · Bugnicourt · Buis-les-Baronnies · Buxy · Caen · Cambrai · La Carneille · Castilly (Hamel aux Juifs) · Cerisy-la-Salle · Chablis (Yonne) · Chaillon · Châlons-en-Champagne · La Chapelle-Gaceline · Charny (Côte-d'Or) · Charny-sur-Meuse · Chartres · Chaumont-Porcien · Chéhéry · Chevillon (Haute-Marne) · Chuisnes · Cires-lès-Mello · Clermont-Ferrand · Commercy · Corny-Machéroménil · Coullemont · Courtenay (Loiret) · Cousolre · Crasville · Darnétal · Daubeuf-la-Campagne · Dominois · Dompierre-sur-Helpe · Douai · Drachenbronn-Birlenbach · Dury (Somme) · Écardenville-la-Campagne · Échenoz-la-Méline · Épernon · Escarmain · Esquéhéries · Estrun · Étréaupont · Étrepy · Fenétrange · Ferreux-Quincey · Flavy-le-Martel · Florent-en-Argonne · La Folie · Fontaine-Guérin · Foucaucourt-sur-Thabas · Fraillicourt · Francourville · Fresnois-la-Montagne · Froeningen · Gaillefontaine · Gamaches-en-Vexin · Gauville (Somme) · Gennes (Maine-et-Loire) · Gerstheim · Gespunsart · Giverny · Gondrecourt-le-Château · Gonnelieu · Gorron · Gourdon (Lot) · Les Grandes-Ventes · Granville · Gray · Hagenbach · Hannogne-Saint-Rémy · Haute-Amance · Hautmont · Havrincourt · Hohengoeft · Honnecourt-sur-Escaut · Huppy · Ingersheim · Jeanménil · Joigny · Joigny-sur-Meuse · Kingersheim · Krautergersheim · Laferté-sur-Aube · Lagnieu · Joigny · Joigny-sur-Meuse · Kingersheim · Krautergersheim · Laferté-sur-Aube · Lafresguimont-Saint-Martin · Lagnieu · Lametz · Landifay-et-Bertaignemont · Landouzy-la-Ville · Laperrière-sur-Saône · Lays-sur-le-Doubs · Ligny-le-Châtel · Lingolsheim · Livry-sur-Seine · Longueville (Calvados) · Loye-sur-Arnon · Marigny-le-Châtel · Maroilles (Nord) · Marolles-sous-Lignières · Matougues · Maulévrier · Mécrun · Méré (Yonne) · Merlieux-et-Fouquerolles · Mervent · Mézangers · Mignères · Mignières · Milly-la-Forêt · Mommenheim · Mons (Charente) (Prairie des Juifs) · Montcenis · Montebourg · Montgenost · Monthermé · Montmartin-sur-Mer · Montmorency-Beaufort · Montreuil (Pas-de-Calais) · Montreuil-l'Argillé · Moyen · Mulhouse · Mutzig · Mussy-sur-Seine · Nettancourt · Neuillé-Pont-Pierre · La Neuville-à-Maire · La Neuville-au-Pont · Niedermodern · Niedervisse · Nogent-le-Roi (rue du pont aux Juifs) · Norrey-en-Auge · Noyal-Muzillac · Nyoiseau · Obernai · Ollé · Orléans · Pagny-la-Ville · Palinges · Péronne · Péroy-les-Gombries · Pertuis (Vaucluse) · Pierregot · Pipriac (la Noë aux Juifs) · Piseux (la Noé juive) · Pissotte · Plainfaing · Plomion · Poix-du-Nord · Pompierre-sur-Doubs · Pourcy · Préaux · Prisces · Provins · Quiévy · Quincampoix · Regnauville · Reguisheim · Reichshoffen · Remilly-sur-Lozon · Résigny · Ribeauvillé · Richwiller · Riquewihr · Rothonay · Rouen · Rougemont (Côte-d'Or) · Rougemont (Doubs) · Rue (Somme) · Rumaucourt · Ry · Sablé-sur-Sarthe · Sains-Richaumont · Saint-Alexandre (Gard) (Pas des Juifs) · Saint-Blimont · Saint-Denis-d'Anjou · Saint-Denis-de-l'Hôtel · Saint-Dié-des-Vosges · Saint-Florentin (Yonne) · Saint-Genix-sur-Guiers · Saint-Gondon · Saint-Lambert-des-Levées (rue juive) · Saint-Laurent-Nouan · Saint-Martin-d'Ablois · Saint-Maurice-sur-Aveyron · Saint-Nicolas-de-Port · Saint-Pierre-de-Bailleul · Saint-Pierre-Tarentaine · Saint-Rémy (Côte-d'Or) · Saint-Souplet · Sainte-Marguerite-sur-Mer · Sarre-Union · Sarrey · Schalbach · Schirrhoffen · Schweighouse-sur-Moder · Schwenheim · Senaide · Senonches · Seppois-le-Bas · Sommevoire · Soppe-le-Bas · Soufflenheim · Senaide · Seppois-le-Bas · Sommevoire · Soppe-le-Bas · Soufflenheim · Souvigny · Strasbourg · Suèvres · Tarascon · Théméricourt · Thenelles · Thezey-Saint-Martin · Thièvres (Pas-de-Calais) · Le Titre · Trannes · Trois-Fontaines-l'Abbaye · Tronville · Valmy · Varennes-en-Argonne · Vaudrey · Vauvert · Vaux-lès-Rubigny · Vecqueville · Velet · Vertrieu · Vertus · Villebon (Eure-et-Loir) · Villenave d'Ornon (Île des Juifs) · Villers-lès-Mangiennes · Villers-l'Hôpital · Villiers-Fossard · Vironchaux · Vittonville · Volmunster · Le Vrétot · Walschbronn · Westhoffen · Wissembourg · Bellegarde (Loiret) · Bourges · Grussenheim · Ingwiller · Lurcy · Méré (Yonne) · Pont-de-Veyle · La Réole · Rouffach · Schwindratzheim · Vaudelnay · Bazouges-sur-le-Loir · Bonnefontaine · Chaudenay · Faugères · Les Rosiers-sur-Loire · Saumur · Bar-le-Duc (rue du cimetière israélite) · Bordeaux (rue judaïque) · La Canourgue (Montjézieu) · Cavaillon (rue hébraïque) · Clermont-Ferrand (rue Fontgiève) · Courtemaux (la Mort aux Juifs) · Conteville (Eure) (la Judée) · Équeurdreville-Hainneville (la Judée) · Fermanville (la Judée) · Le Guislain (la Judée) · Lavaur (rue Joux-Aygues) · Marseille (traverse du cimetière des Juifs) · Metz (En Jurue) · Périgueux (rue judaïque) · Planquery (la Judée) · Remiremont (chemin des Israélites) · Rions (rue judaïque) · Toulouse (rue Joutx-Aigues) \| indique l'utilisation du terme juif · indique l'utilisation des termes rue juive · indique l'utilisation du terme juiverie · indique l'utilisation d'un autre terme désignant les Juifs |
| Alençon · Alet-les-Bains · Apt · Avignon · Bagnols-sur-Cèze · Beaupréau · Bernis (Gard) · Béziers · Bué · Cangey · Carpentras · La Celle-Guenand · Chalabre (impasse) · Châlons-en-Champagne · Chambéry · Changé · Châteauneuf-de-Gadagne · Châteauneuf-du-Rhône · Châtillon-sur-Seine · Courgains · Crémieu · Dieulefit · Digne-les-Bains · Donzère · Draguignan · Épernay · Étampes · Fanjeaux · La Flèche · Fontenay (Eure) · Fréjus · Grazay · Guérande · La Haie-Fouassière · L'Isle-sur-la-Sorgue · Istres · Le Croisic · Lignières-la-Carelle · Lignol-Le-Château · Lorgues · Lourmarin · Lyon · Malaucène · Le Mans · Marigny-le-Châtel · Marvejols · Le Mesnil-Aubert · Merlieux-et-Fouquerolles · Montaigu (Vendée) · Montélimar · Montmirail (Marne) · Mortagne-sur-Sèvre · Nantes · Nice : Carriera de la Judaria · Niort · Nyons · Parthenay · Pélissanne · Pernes-les-Fontaines · La Perrière (Orne) · Peyruis · Pézenas · Pignans · Le Pin-en-Mauges · Pontlevoy · Le Puy-en-Velay · Richebourg · Riez · Robion · Saint-Fulgent-des-Ormes · Saint-Georges-du-Bois (Maine-et-Loire) · Saint-Gilles (Gard) · Saint-Herblain · Saint-Paul-Trois-Châteaux · Sancerre · Sens · Sézanne · Valence · Valensole · Vallon-sur-Gée · Vienne (Isère) · Viens · Villeneuve-en-Perseigne · Vitry-en-Perthois · Agen · Aix-en-Provence (rue du puits juif) · Argentan · Argoules · Armaucourt · Arnaville · Arquèves · Argentan · Arnaville · Aubencheul-aux-Bois · Augny · Aumale · Aups · Authumes · Autrécourt-sur-Aire · Bacqueville-en-Caux · Ballots · Barembach · Baigneux-les-Juifs · Baugé · Baume-les-Dames · Bavay · Bazoches-sur-Vesles · Behonne · Beaufort-en-Vallée · Bellegarde (Loiret · Bergheim · Berlaimont · Bermonville · Bernaville · Billy-sous-Mangiennes · Blevaincourt · Blois · Bogny-sur-Meuse · Boisbergues · Boncourt-sur-Meuse · Boulay-Moselle · Bourges · Bouxwiller (Bas-Rhin) · Boncourt-sur-Meuse · Boulay-Moselle · Bourges · Bouxwiller (Bas-Rhin) · Brezolles · Brie-Comte-Robert · Brognon (Ardennes) · Brumath · Bruyères-le-Châtel · Bruys · Buchy (Seine-Maritime) · Bué · Bugnicourt · Buis-les-Baronnies · Buxy · Caen · Cambrai · La Carneille · Castilly (Hamel aux Juifs) · Cerisy-la-Salle · Chablis (Yonne) · Chaillon · Châlons-en-Champagne · La Chapelle-Gaceline · Charny (Côte-d'Or) · Charny-sur-Meuse · Chartres · Chaumont-Porcien · Chéhéry · Chevillon (Haute-Marne) · Chuisnes · Cires-lès-Mello · Clermont-Ferrand · Commercy · Corny-Machéroménil · Coullemont · Courtenay (Loiret) · Cousolre · Crasville · Darnétal · Daubeuf-la-Campagne · Dominois · Dompierre-sur-Helpe · Douai · Drachenbronn-Birlenbach · Dury (Somme) · Écardenville-la-Campagne · Échenoz-la-Méline · Épernon · Escarmain · Esquéhéries · Estrun · Étréaupont · Étrepy · Fenétrange · Ferreux-Quincey · Flavy-le-Martel · Florent-en-Argonne · La Folie · Fontaine-Guérin · Foucaucourt-sur-Thabas · Fraillicourt · Francourville · Fresnois-la-Montagne · Froeningen · Gaillefontaine · Gamaches-en-Vexin · Gauville (Somme) · Gennes (Maine-et-Loire) · Gerstheim · Gespunsart · Giverny · Gondrecourt-le-Château · Gonnelieu · Gorron · Gourdon (Lot) · Les Grandes-Ventes · Granville · Gray · Hagenbach · Hannogne-Saint-Rémy · Haute-Amance · Hautmont · Havrincourt · Hohengoeft · Honnecourt-sur-Escaut · Huppy · Ingersheim · Jeanménil · Joigny · Joigny-sur-Meuse · Kingersheim · Krautergersheim · Laferté-sur-Aube · Lagnieu · Joigny · Joigny-sur-Meuse · Kingersheim · Krautergersheim · Laferté-sur-Aube · Lafresguimont-Saint-Martin · Lagnieu · Lametz · Landifay-et-Bertaignemont · Landouzy-la-Ville · Laperrière-sur-Saône · Lays-sur-le-Doubs · Ligny-le-Châtel · Lingolsheim · Livry-sur-Seine · Longueville (Calvados) · Loye-sur-Arnon · Marigny-le-Châtel · Maroilles (Nord) · Marolles-sous-Lignières · Matougues · Maulévrier · Mécrun · Méré (Yonne) · Merlieux-et-Fouquerolles · Mervent · Mézangers · Mignères · Mignières · Milly-la-Forêt · Mommenheim · Mons (Charente) (Prairie des Juifs) · Montcenis · Montebourg · Montgenost · Monthermé · Montmartin-sur-Mer · Montmorency-Beaufort · Montreuil (Pas-de-Calais) · Montreuil-l'Argillé · Moyen · Mulhouse · Mutzig · Mussy-sur-Seine · Nettancourt · Neuillé-Pont-Pierre · La Neuville-à-Maire · La Neuville-au-Pont · Niedermodern · Niedervisse · Nogent-le-Roi (rue du pont aux Juifs) · Norrey-en-Auge · Noyal-Muzillac · Nyoiseau · Obernai · Ollé · Orléans · Pagny-la-Ville · Palinges · Péronne · Péroy-les-Gombries · Pertuis (Vaucluse) · Pierregot · Pipriac (la Noë aux Juifs) · Piseux (la Noé juive) · Pissotte · Plainfaing · Plomion · Poix-du-Nord · Pompierre-sur-Doubs · Pourcy · Préaux · Prisces · Provins · Quiévy · Quincampoix · Regnauville · Reguisheim · Reichshoffen · Remilly-sur-Lozon · Résigny · Ribeauvillé · Richwiller · Riquewihr · Rothonay · Rouen · Rougemont (Côte-d'Or) · Rougemont (Doubs) · Rue (Somme) · Rumaucourt · Ry · Sablé-sur-Sarthe · Sains-Richaumont · Saint-Alexandre (Gard) (Pas des Juifs) · Saint-Blimont · Saint-Denis-d'Anjou · Saint-Denis-de-l'Hôtel · Saint-Dié-des-Vosges · Saint-Florentin (Yonne) · Saint-Genix-sur-Guiers · Saint-Gondon · Saint-Lambert-des-Levées (rue juive) · Saint-Laurent-Nouan · Saint-Martin-d'Ablois · Saint-Maurice-sur-Aveyron · Saint-Nicolas-de-Port · Saint-Pierre-de-Bailleul · Saint-Pierre-Tarentaine · Saint-Rémy (Côte-d'Or) · Saint-Souplet · Sainte-Marguerite-sur-Mer · Sarre-Union · Sarrey · Schalbach · Schirrhoffen · Schweighouse-sur-Moder · Schwenheim · Senaide · Senonches · Seppois-le-Bas · Sommevoire · Soppe-le-Bas · Soufflenheim · Senaide · Seppois-le-Bas · Sommevoire · Soppe-le-Bas · Soufflenheim · Souvigny · Strasbourg · Suèvres · Tarascon · Théméricourt · Thenelles · Thezey-Saint-Martin · Thièvres (Pas-de-Calais) · Le Titre · Trannes · Trois-Fontaines-l'Abbaye · Tronville · Valmy · Varennes-en-Argonne · Vaudrey · Vauvert · Vaux-lès-Rubigny · Vecqueville · Velet · Vertrieu · Vertus · Villebon (Eure-et-Loir) · Villenave d'Ornon (Île des Juifs) · Villers-lès-Mangiennes · Villers-l'Hôpital · Villiers-Fossard · Vironchaux · Vittonville · Volmunster · Le Vrétot · Walschbronn · Westhoffen · Wissembourg · Bellegarde (Loiret) · Bourges · Grussenheim · Ingwiller · Lurcy · Méré (Yonne) · Pont-de-Veyle · La Réole · Rouffach · Schwindratzheim · Vaudelnay · Bazouges-sur-le-Loir · Bonnefontaine · Chaudenay · Faugères · Les Rosiers-sur-Loire · Saumur · Bar-le-Duc (rue du cimetière israélite) · Bordeaux (rue judaïque) · La Canourgue (Montjézieu) · Cavaillon (rue hébraïque) · Clermont-Ferrand (rue Fontgiève) · Courtemaux (la Mort aux Juifs) · Conteville (Eure) (la Judée) · Équeurdreville-Hainneville (la Judée) · Fermanville (la Judée) · Le Guislain (la Judée) · Lavaur (rue Joux-Aygues) · Marseille (traverse du cimetière des Juifs) · Metz (En Jurue) · Périgueux (rue judaïque) · Planquery (la Judée) · Remiremont (chemin des Israélites) · Rions (rue judaïque) · Toulouse (rue Joutx-Aigues) |

## Rues et lieux-dits

### Rue de la Juiverie et rue des Juifs
Pour ce qui est des rues, les toponymes juifs les plus courants sont les « rues de la Juiverie », les « rues des Juifs » ou encore les « rues aux Juifs ». Selon le professeur Norman Golb, l'expression « rue aux Juifs » était une traduction du terme vicus judaeorum que les Romains appliquaient, à l'origine, au quartier ou au faubourg et éventuellement à la rue principale du quartier juif. La rue aux Juifs se trouve d'habitude dans le quartier le plus ancien de la ville ou du village. Dans les autres cas, c'est une très longue rue située en pleine campagne.
Ces rues actuelles ne représentent pas toutes les rues des Juifs qui ont existé en France ni tous les lieux où étaient présents les Juifs comme le montre la carte de Normandie publiée par Norman Golb ou encore les études de Frédéric Viey sur les Juifs de Picardie, de l’Yonne et de Côte d’Or (toutes indiquées en liens externes). Pour la plupart, ces noms de rues remontent au Moyen Âge sauf en Provence, d'où les Juifs n’ont été expulsés qu'au début du XVIe siècle, et en Alsace, où l'implantation juive a parfois été plus récente. Ces villes ou villages sont représentés sur la carte de France des rues des Juifs.

#### Rues et lieux-dits de la juiverie

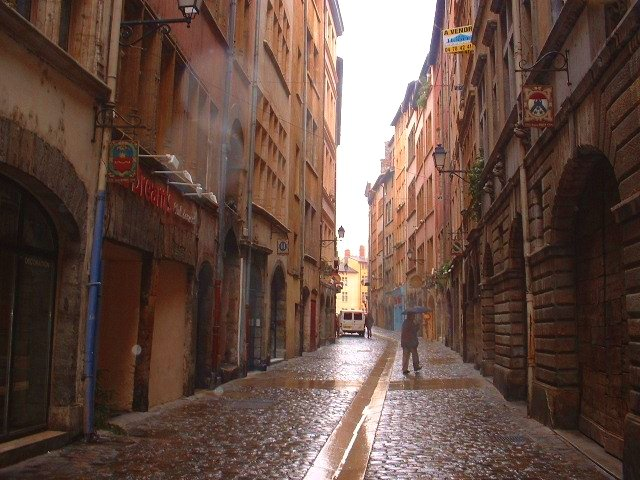
Rue Juiverie, à Lyon

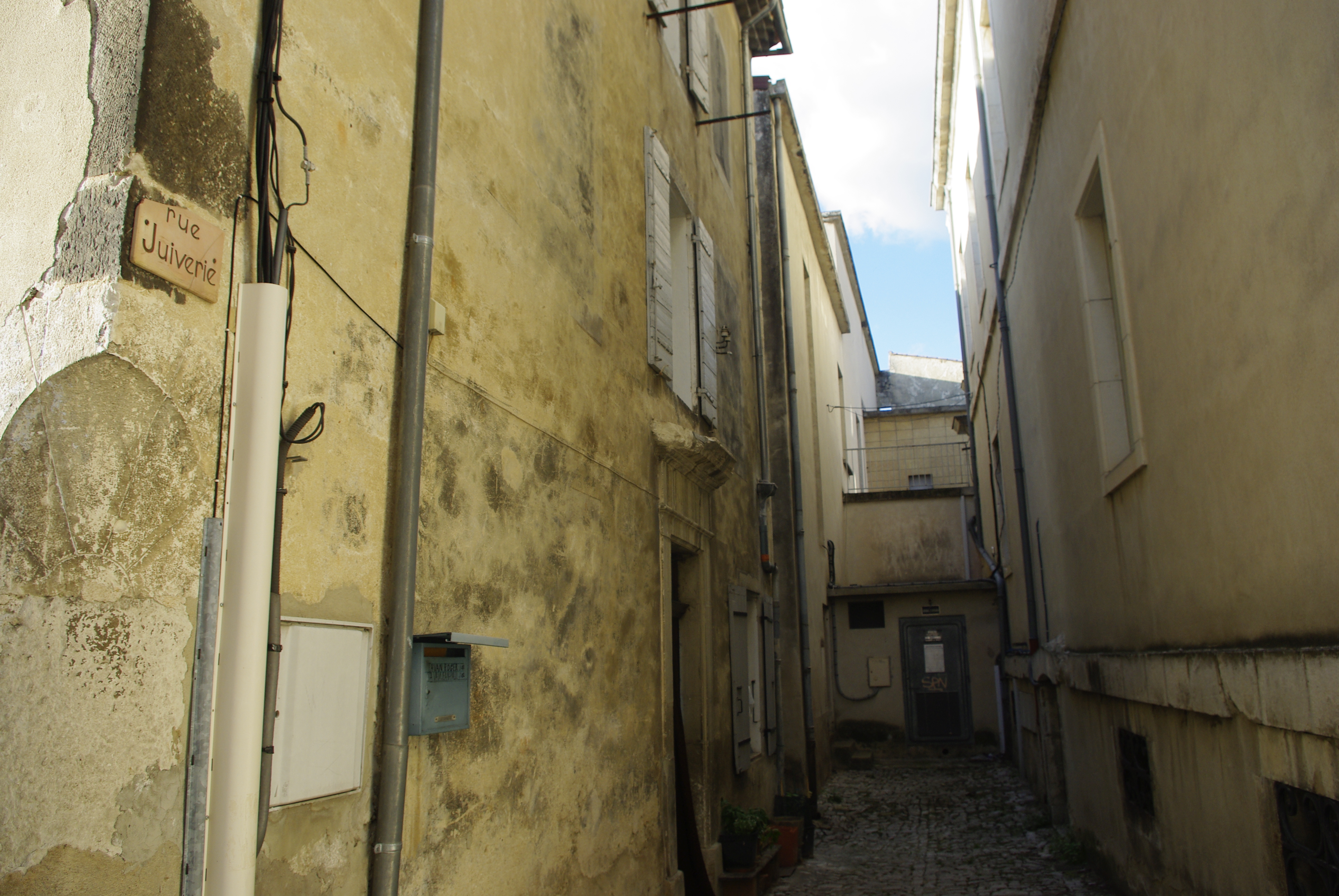
Rue Juiverie, en fait une impasse, à Dieulefit.

Le mot « juiverie » se retrouve dans de nombreux noms de places, rues ou impasses en France. On trouve également d'autres graphies de « juiverie » comme la « Juerie » à Grazay et des ruines appelées « la Juifferie » au Mesnil-Aubert.
- Auvergne :
  - Haute-Loire :
    - Le Puy-en-Velay : rue de la Juiverie[4],[5]
- Bourgogne :
  - Côte-d'Or[6]:
    - Châtillon-sur-Seine : Rue de La Juiverie

  - Yonne :
    - Sens[7],[8] :
      - Rue de la Grande-Juiverie
      - Rue de la Petite-Juiverie
- Centre-Val de Loire :
  - Eure-et-Loir :
    - Authon-du-Perche : rue de la Juiverie

  - Indre-et-Loire :
    - Cangey : La Juiverie
    - Cinq-Mars-la-Pile : La Juiverie[9]
    - La Celle-Guenand : rue de la Juiverie

  - Loir-et-Cher :
    - Montrichard : rue de la Juiverie
    - Pontlevoy : rue de la Juiverie
- Champagne-Ardenne
  - Marne
    - Châlons-en-Champagne : rue des Juifs et rue de la Petite-Juiverie[10]
    - Épernay : rue de la Juiverie (que la municipalité a proposé de débaptiser, trouvant le nom politiquement incorrect)
    - Montmirail :
      - Le Bas de la Juiverie
      - Le Haut de la Juiverie
      - Rue de la Juiverie
      - Rue de la Juiverie à l'échelle

    - Sézanne : rue de la Juiverie
    - Vitry-en-Perthois : rue de la Juiverie (une des plus vieilles communautés juives de France remontant au IIe siècle[7])
- Île-de-France :
  - Essonne :
    - Corbeil-Essonnes : rue de la Juiverie
    - Étampes : rue de la Juiverie[11]

  - Val-d'Oise :
    - Bernes-sur-Oise : rue de la Juiverie

  - Yvelines :
    - Richebourg :
      - La Juiverie
      - Les Graviers de la Juiverie
      - Les Sables de la Juiverie
      - Rue de la Juiverie

    - Saint-Arnoult-en-Yvelines : faubourg de la Juiverie
- Languedoc-Roussillon :
  - Aude :
    - Alet-les-Bains : rue de la Juiverie[12]
    - Chalabre[13]
      - Impasse de la Juiverie
      - Rue de la Juiverie

    - Fanjeaux : rue Juiverie[14]

  - Gard :
    - Bagnols-sur-Cèze : rue de la Juiverie (Bagnols-sur-Cèze est la patrie de Gersonide)[15]
    - Bernis :
      - Impasse de la Juiverie
      - Rue de la Juiverie

    - Saint-Gilles : rue de la Juiverie[16]

  - « Rue de la Petite Jérusalem anciennement rue de la Juiverie », rebaptisée en 2002, à Béziers[17].Hérault :

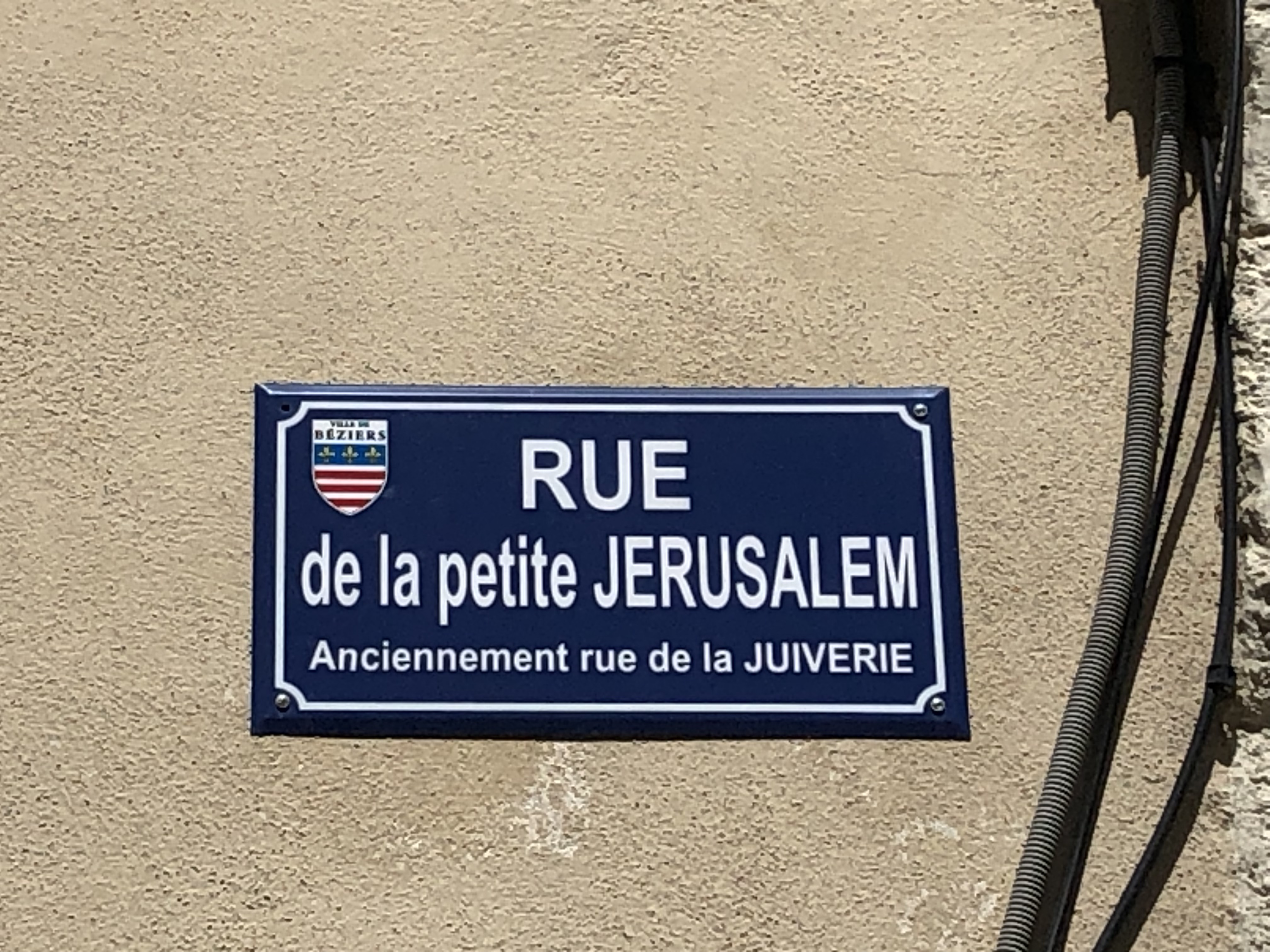
« Rue de la Petite Jérusalem anciennement rue de la Juiverie », rebaptisée en 2002, à Béziers.

    - Béziers : rue de la Juiverie, renommée rue de la petite Jérusalem en 2002 parce que « juiverie » aurait été politiquement incorrect[18],[17]
    - Pézenas : rue Juiverie[19]

  - Lozère :
    - Marvejols : rue Juiverie[20]
- Normandie :
  - Manche :
    - Le Mesnil-Aubert : La Juifferie

  - Orne :
    - Alençon : rue de la Juiverie[3]
    - La Perrière : rue de la Juiverie[21]
    - Saint-Fulgent-des-Ormes :
      - Champ de la Juiverie
      - Clos de la Juiverie
      - La Juiverie
- Pays de la Loire :
  - Loire-Atlantique :
    - Guérande : rue de la Juiverie (une plaque, sous le nom de la rue, inaugurée le 18 juin 2009 rend hommage à une communauté « qui a contribué à l'essor et au rayonnement de Guérande »[22]
    - La Haie-Fouassière :
      - La Juiverie
      - Chemin de la Juiverie
      - Route de la Juiverie

    - Le Croisic : rue de la Juiverie
    - Ligné : Les Juiveries
    - Nantes : rue de la Juiverie (Straed ar Yuzeveri)[23]
    - Riaillé : La Juiverie
    - Saint-Herblain :
      - La Juiverie
      - Gagnerie de la Juiverie

  - Maine-et-Loire :
    - Beaupréau : rue de la Juiverie[24]
    - Fontaine-Milon : La Juiverie
    - Le Pin-en-Mauges :
      - Impasse de la Juiverie
      - Rue de la Juiverie

    - Le Plessis-Grammoire : La Juiverie
    - Sainte-Gemmes-d'Andigné :
      - Lande de la Juiverie
      - Les Juiveries
      - Rue des Juiveries

    - Saint-Georges-du-Bois : La Juiverie
    - Sceaux-d'Anjou : clos de la Juiverie
    - Segré :
      - Les Juiveries
      - Rue des Juiveries

    - Seiches-sur-le-Loir : La Juiverie

  - Mayenne :
    - Grazay :
      - La Juerie
      - Le Bois de la Juerie
      - Le Pré de la Juerie
      - L'Enclos dessous la Juerie

  - Sarthe :
    - Bonnétable : rue de la Juiverie
    - Changé : rue de la Juiverie
    - Courgains :
      - La Juiverie
      - Le Pré de la Juiverie

    - La Flèche : Les Juiveries
    - La Fresnaye-sur-Chédouet : La Juiverie
    - Le Mans : rue de la Juiverie (les Juifs y ont créé une des plus anciennes écoles de la ville[25])
    - Lignières-la-Carelle : La Juiverie
    - Mézières-sous-Lavardin : La Juiverie
    - Neuville-sur-Sarthe :
      - Champ de la Juiverie
      - La Juiverie

    - Vallon-sur-Gée : rue de la Juiverie
    - Villeneuve-en-Perseigne : La Juiverie

  - Vendée :
    - Montaigu : rue de la Juiverie[26]
    - Mortagne-sur-Sèvre : rue de la Juiverie
- Poitou-Charentes :
  - Deux-Sèvres :
    - Niort : rue de la Juiverie[27]
    - Parthenay : rue de la Juiverie où l'on trouve aussi une cour à Moïse[28]
- Provence-Alpes-Côte d'Azur :
  - Alpes-de-Haute-Provence :
    - Digne-les-Bains : rue Juiverie[29]
    - Les Mées : rue Juiverie
    - Peyruis : rue Juiverie
    - Riez : place Juiverie
    - Valensole : rue Juiverie[30]

  - Bouches-du-Rhône :
    - Istres : rue Juiverie[31]
    - Pélissanne : cours Juiverie
    - Salon-de-Provence : rue Juiverie ; existence en outre de la rue de l'ancienne tour des juifs

  - Var :
    - Draguignan : rue Juiverie (voir la juiverie de Draguignan ; on trouve rue de la Juiverie la façade d'une maison du XIIIe siècle identifiée par la tradition comme une synagogue ce qui serait la plus vieille synagogue de France[32],[33])
    - Fréjus : rue de la Juiverie[34]
    - Lorgues : rue Juiverie
    - Pignans : rue Juiverie[35]
    - Tavernes : place de la Juiverie

  - Vaucluse :
    - Apt[31] :
      - Passage Juiverie
      - Rue Juiverie

    - Avignon : rue Vieille-Juiverie[31] ; curieusement, la rue Abraham semble mieux rappeler la Juiverie que la rue de la Vieille-Juiverie[36]
    - Caromb : rue de la Juiverie
    - Carpentras[31],[37]
      - Place de la Juiverie
      - Rue de la Juiverie
      - Rue la Vieille-Juiverie

    - Châteauneuf-de-Gadagne : rue de la Juiverie
    - L'Isle-sur-la-Sorgue : place Juiverie[31] (il y existe aussi un chemin du cimetière israélite)
    - Lourmarin :
      - Impasse de la Juiverie
      - Montée de la Juiverie
      - Rue Juiverie

    - Malaucène : rue de la Juiverie[38]
    - Pernes-les-Fontaines[39],[31],[40] :
      - Place de la Juiverie
      - Rue de la Juiverie

    - Robion :
      - Impasse de la Juiverie
      - Rue de la Juiverie
      - Rue de la Juiverie

    - Viens : rue de la Juiverie
- Rhône-Alpes :
  - Ain :
    - Lurcy, chemin des juifs.

  - Drôme :
    - Châteauneuf-du-Rhône : rue Juiverie
    - Dieulefit : impasse Juiverie
    - Donzère :
      - Impasse Juiverie
      - Rue Juiverie

    - Montélimar[41] :
      - Impasse Juiverie
      - Rue Juiverie

    - Nyons : rue Juiverie[42]
    - Saint-Paul-Trois-Châteaux : rue Juiverie[43]
    - Valence[44] :
      - Place Juiverie
      - Rue Juiverie

    - Venterol : rue Juiverie

  - Isère :

- -     - Crémieu : rue Juiverie[45]
    - Vienne : rue Juiverie[46]

  - Rhône :
    - Lyon : rue Juiverie[47],[48]
    - Thizy : place de la Juiverie

  - Savoie :

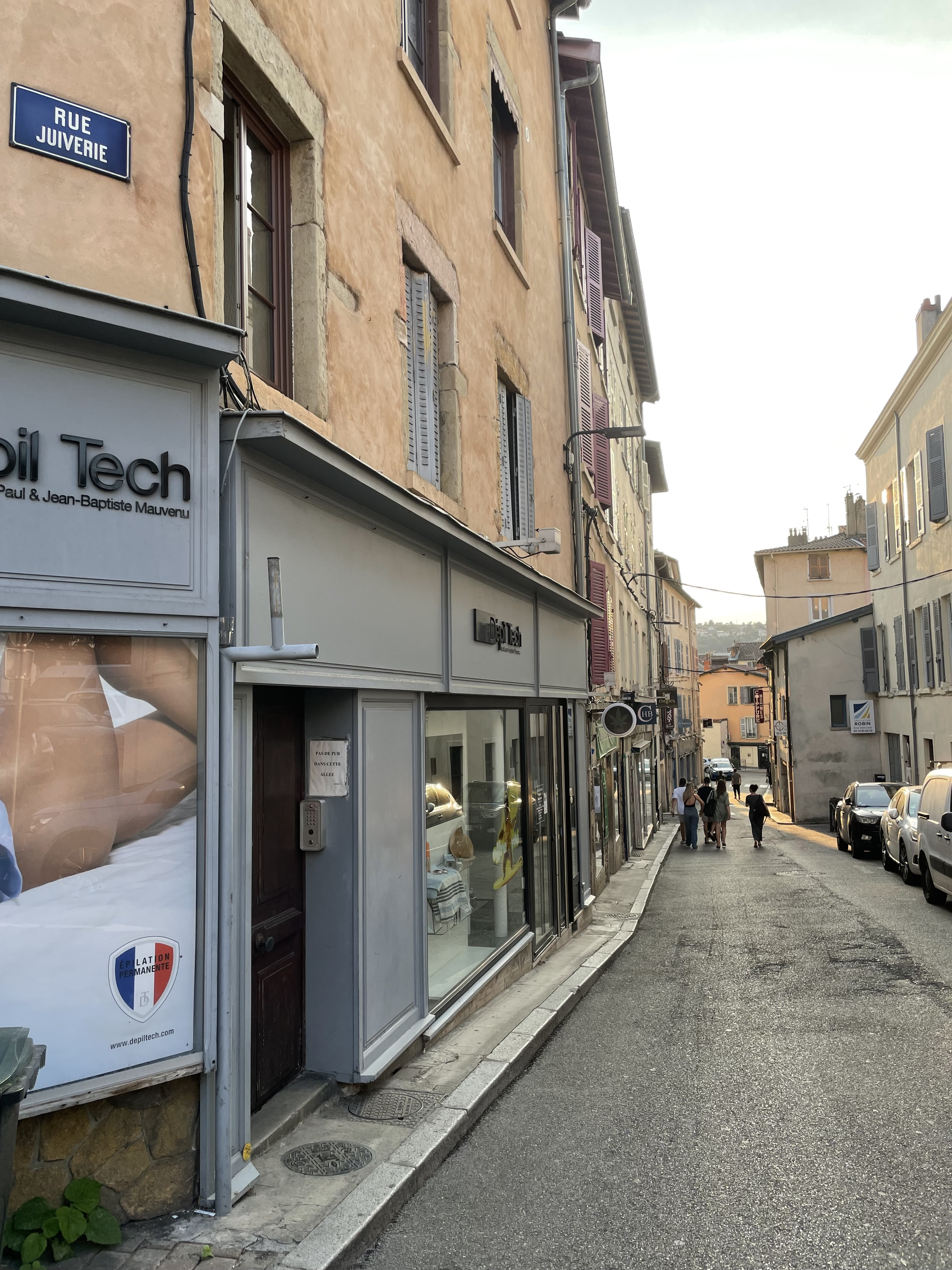
La rue juiverie à Vienne (Isère)

    - Chambéry : rue Juiverie (les Juifs ont été expulsés de Chambéry en 1466[49])

#### Variantes autour des mots «juiverie» et «juifs»
Une rue Judaïque existe à Bordeaux, ainsi qu'à Périgueux et à Rions.

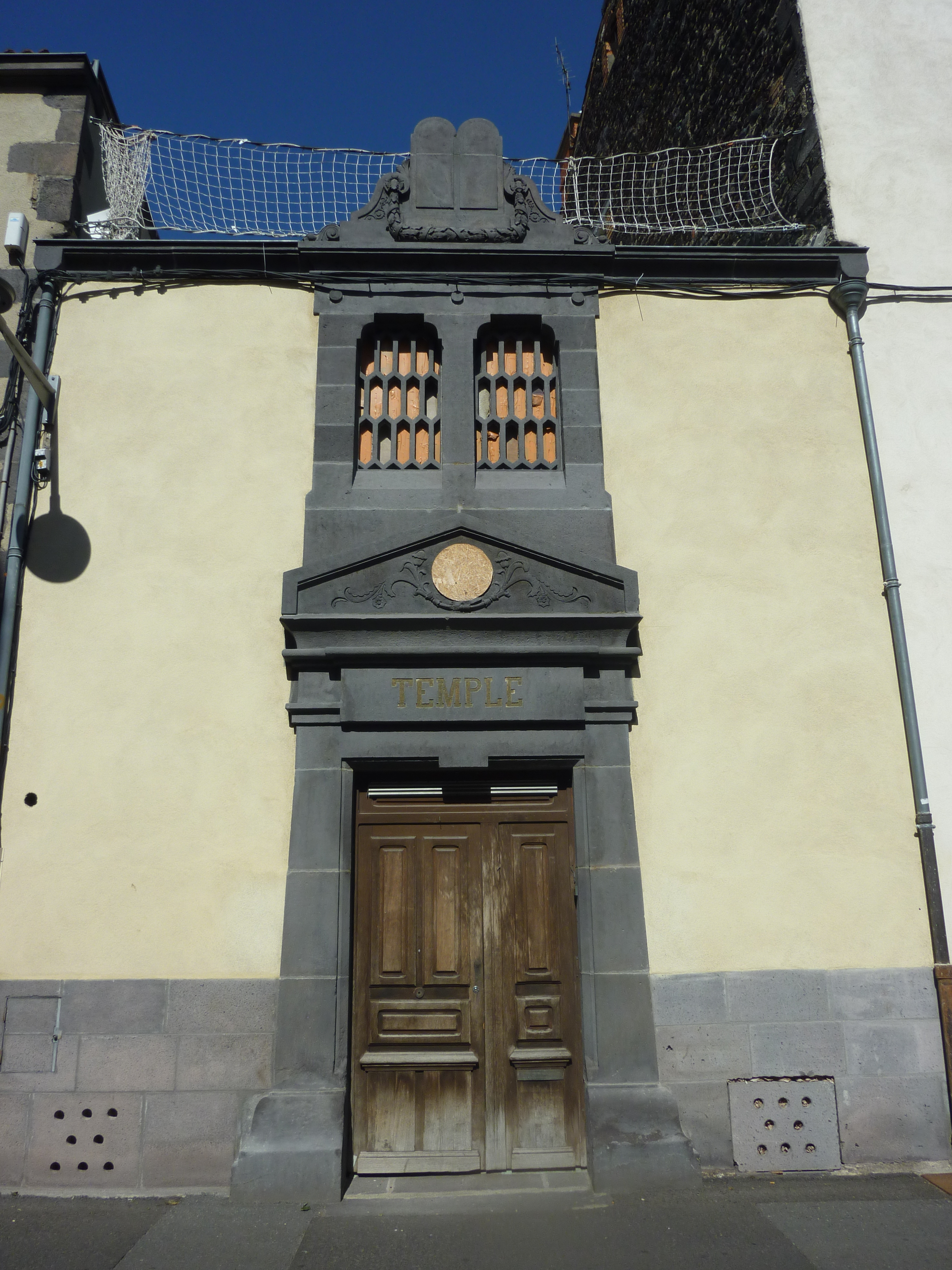
Synagogue Beit Yacov (1862) sise à Fontgiève, ancien quartier juif à Clermont-Ferrand.

À Clermont-Ferrand existe une rue Fontgiève, au centre d'un quartier éponyme, qui signifie la « Fontaine juive » ou la « Source juive », soit le quartier habité par ces derniers,,. Auparavant, il a été nommé Fontem Judaicam (1201), Fontem Judeum (1274), Fontio Judayci (1318), Fonte Judea puis en occitan Font Jieva,. Non loin de là, le nom du parc de Montjuzet rappelle aussi la présence juive, depuis le haut Moyen Âge.
À Conteville (Eure), Équeurdreville-Hainneville, Fermanville, Le Guislain et Planquery existent des hameaux ou lieux-dits de la Judée. Toutefois, certains toponymes, comme « la Palestine » ou « la Judée » à Quimper, à La Roche-Maurice, à Saint-Divy en Finistère ou, en Ille-et-Vilaine, au Vivier-sur-mer, peuvent n'avoir aucun rapport avec la présence de Juifs.
À Toulouse, la rue Joutx-Aigues, dans le quartier de la Dalbade, dans le quartier juif du Moyen Âge, peut donner lieu à deux étymologies comme l'indiquent les plaques de cette rue : joutx-aigues viendrait de josaica (« judaïque » en occitan) ou de judeis aquis, qui désigneraient les eaux juives donc le mikvé (bain rituel juif). Pierre Salies écarte l'hypothèse des eaux, la forme latine judeis aquis étant une manifestation précoce de la déformation de josaica. Il existait aussi une rue des Juifs, ou carreiròt (ruelle) qui débouchait sur la rue Joutx-Aigues : elle est aujourd'hui disparue. Dans le même quartier se trouvait également une rue du Juif-Provençal (côté sud de l'actuelle place des Carmes). Enfin, l'actuelle rue Bernard-Mulé, alors hors des murs, s'est appelée chemin des Juifs, puis rue des Juifs, à la suite de l'installation probable de Juifs, chassés de leur quartier par le grand incendie de 1463, avec synagogue et cimetière, au-delà de la porte Montoulieu.
À Lavaur, le nom de la rue Jouxaygues peut être rapproché de la rue Joutx-Aigues à Toulouse.
Dans le Vieux-Nice, la rue Benoît-Bunico est aussi identifiée par des plaques en niçard indiquant Carriera de la judaria (rue de la juiverie). Benoît Bunico est le député niçois au parlement de Turin (1848-1850) qui fit abolir en 1848 l’obligation (déjà non respectée depuis l'occupation de Nice par les Français sous la Révolution et l'Empire) de résidence pour les Juifs dans le ghetto.
À Metz, la rue de la Juiverie s'appelle En Jurue.

#### Rue des Juifs et rue juive
Selon l"historien Norman Golb, les rues des Juifs en ville rappellent les quartiers juifs alors que celles en pleine campagne rappelleraient l'existence de fermes cultivées par les Juifs.
On trouve des rues (ou ruelles ou voies ou impasses ou lieux-dits) des Juifs à Agen,, Aix-en-Provence (Rue du puits juif), Argentan, Argoules, Armaucourt, Arnaville, Arquèves, Aubencheul-aux-Bois, Augny, Aumale, Aups, Authumes, Autrécourt-sur-Aire, Bacqueville-en-Caux, Ballots (ruelle des Juifs), Barembach, Baugé, Baume-les-Dames, Bavay, Bazoches-sur-Vesles, Beaufort-en-Vallée, Behonne, Bellegarde (Loiret), Bergheim, Berlaimont, Bermonville (lieu-dit Les Juifs), Bernaville, Billy-sous-Mangiennes, Blevaincourt, Blois, Bogny-sur-Meuse, Boisbergues, Boncourt-sur-Meuse, Boulay-Moselle, Bourges, Bouxwiller, Brezolles, Brie-Comte-Robert, Brognon (Ardennes), Brumath, Bruyères-le-Châtel, Bruys,
Buchy, Bué, Bugnicourt, Buis-les-Baronnies Buxy, Caen, Cambrai, La Carneille, Castilly (Hamel aux Juifs), Cerisy-la-Salle (rue aux Juifs), Chablis, Chaillon, Châlons-en-Champagne, La Chapelle-Gaceline, Charny (Côte-d'Or), Charny-sur-Meuse, Chartres, Chaumont-Porcien, Chéhéry, Chevillon, Chuisnes, Cires-lès-Mello, Clermont-Ferrand, Commercy, Corny-Machéroménil, Coullemont, Courtenay (Loiret), Cousolre, Crasville (Manche), Darnétal, Daubeuf-la-Campagne, Dominois, Dompierre-sur-Helpe, Douai, Drachenbronn-Birlenbach, Dury, Écardenville-la-Campagne, Échenoz-la-Méline, Épernon, Escarmain, Esquéhéries, Estrun, Étréaupont, Étrepy, Fénétrange, Ferreux-Quincey, Flavy-le-Martel, Florent-en-Argonne, La Folie (Calvados), Fontaine-Guérin, Fontenay-en-Vexin, Foucaucourt-sur-Thabas, Fraillicourt (cour Juifs), Francourville, Fresnois-la-Montagne, Frœningen, Gaillefontaine, Gamaches-en-Vexin, Gauville (Somme), Gennes (Maine-et-Loire), Gerstheim, Gespunsart, Giverny, Gondrecourt-le-Château, Gonnelieu, Gorron, Gourdon (Lot), Les Grandes-Ventes, Granville, Gray (Haute-Saône) (chemin du cimetière des Juifs),
Hagenbach, Hannogne-Saint-Rémy, Haute-Amance, Hautmont, Havrincourt, Hohengœft, Honnecourt-sur-Escaut, Huppy, Ingersheim, Jeanménil, Joigny, Joigny-sur-Meuse, Kingersheim, Krautergersheim, Laferté-sur-Aube, Lafresguimont-Saint-Martin, Lagnieu, Lametz, Landifay-et-Bertaignemont, Landouzy-la-Ville, Laperrière-sur-Saône, Lays-sur-le-Doubs, Ligny-le-Châtel, Lingolsheim, Livry-sur-Seine, Longueville (Calvados), Loye-sur-Arnon, Marigny-le-Châtel, Maroilles (Nord), Marolles-sous-Lignières, Marseille (traverse du Cimetière des Juifs), Matougues, Maulévrier, Mécrin, Merlieux-et-Fouquerolles, Mervent, Mézangers, Mignères, Mignières, Milly-la-Forêt, Mommenheim, Mons (Charente) (Prairie des Juifs), Montcenis, Montebourg, Montgenost, Monthermé, Montmartin-sur-Mer, Montmorency-Beaufort, Montreuil (Pas-de-Calais), Montreuil-l'Argillé, Moyen, Mulhouse, Mussy-sur-Seine, Mutzig, Nettancourt, Neuillé-Pont-Pierre, La Neuville-à-Maire, La Neuville-au-Pont, Niedermodern,
Niedervisse, Nogent-le-Roi (rue du pont aux Juifs), Norrey-en-Auge, Noyal-Muzillac, Nyoiseau, Obernai, Orléans, Ollé, Pagny-la-Ville, Palinges, Péronne, Péroy-les-Gombries, Pertuis (Vaucluse) (voie communale du cimetière des Juifs), Pierregot, Pipriac (la Noé aux Juifs), Piseux (La Noé juive), Pissotte, Plainfaing, Plomion, Poix-du-Nord, Pompierre-sur-Doubs, Pont-Hébert, Pourcy, Préaux, Prisces, Provins, Quiévy, Quincampoix, Regnauville, Réguisheim, Reichshoffen,Remilly-sur-Lozon, Résigny, Ribeauvillé, Richwiller, Riquewihr, Rothonay, Rouen,, Rougemont (Côte-d'Or), Rougemont (Doubs), Rue (Somme), Rumaucourt, Ry (Seine-Maritime), Sablé-sur-Sarthe, Sains-Richaumont, Saint-Alexandre (Gard) (Pas des Juifs), Saint-Blimont, Saint-Denis-d'Anjou, Saint-Denis-de-l'Hôtel (rue des Juifs, et rue de Faux Juif), Saint-Dié-des-Vosges, Saint-Florentin (Yonne), Saint-Genix-sur-Guiers, Saint-Gondon, Saint-Lambert-des-Levées (rue juive), Saint-Laurent-Nouan, Saint-Martin-d'Ablois, Saint-Maurice-sur-Aveyron, Saint-Nicolas-de-Port, Saint-Pierre-de-Bailleul, Saint-Pierre-Tarentaine, Saint-Rémy (Côte-d'Or), Saint-Souplet, 
Sainte-Marguerite-sur-Mer, Sancerre, Sarre-Union, Sarrey, Schalbach, Schirrhoffen, Schweighouse-sur-Moder, Schwenheim, Senaide, Senonches, Seppois-le-Bas, Sommevoire, Soppe-le-Bas, Soufflenheim, Souvigny, Strasbourg, Suèvres, Tarascon,, Théméricourt, Thenelles, Thézey-Saint-Martin, Thièvres (Pas-de-Calais), Le Titre, Trannes, Trois-Fontaines-l'Abbaye, Tronville, Valmy, Varennes-en-Argonne, Vaudrey, Vauvert, Vaux-lès-Rubigny, Vecqueville, Velet, Vertrieu, Vertus, Villebon (Eure-et-Loir), Villenave-d'Ornon (Île des Juifs), Villers-lès-Mangiennes, Villers-l'Hôpital, Villiers-Fossard, Vironchaux, Vittonville, Le Vrétot, Volmunster, Walschbronn, Westhoffen et Wissembourg.
F
Les impasses des Juifs existent à Bellegarde (Loiret), Bourges, Grussenheim, Ingwiller, Lurcy, Méré (Yonne), Pont-de-Veyle, La Réole, Rouffach, Schwindratzheim et Vaudelnay.
On trouve une rue du cimetière israélite à Bar-le-Duc, un ruisseau des Juifs à Lézignan-Corbières, un lieu-dit Val au Juif à Lignol-le-Château, un fossé à Juifs à Masny et un chemin des Israélites (autre nom des Juifs) à Remiremont.
Il existe une rue juive dans les villes ou villages suivants : Bazouges-sur-le-Loir, Bonnefontaine (Jura), Chaudenay (Saône-et-Loire), Faugères (Hérault), Les Rosiers-sur-Loire et Saumur. Enfin, la rue où se situe la synagogue de Cavaillon se nomme rue hébraïque.

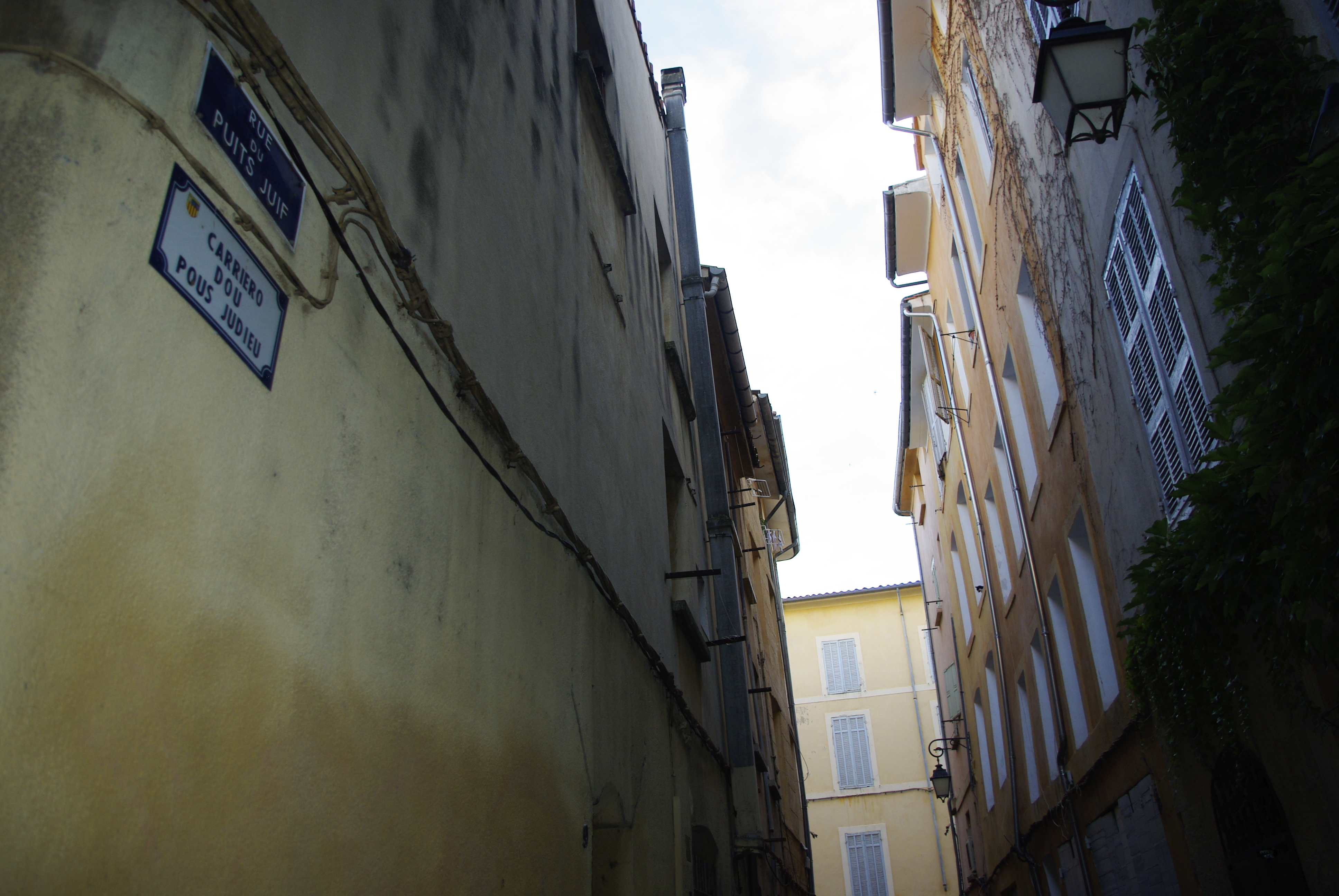
Rue du puits juif à Aix-en-Provence
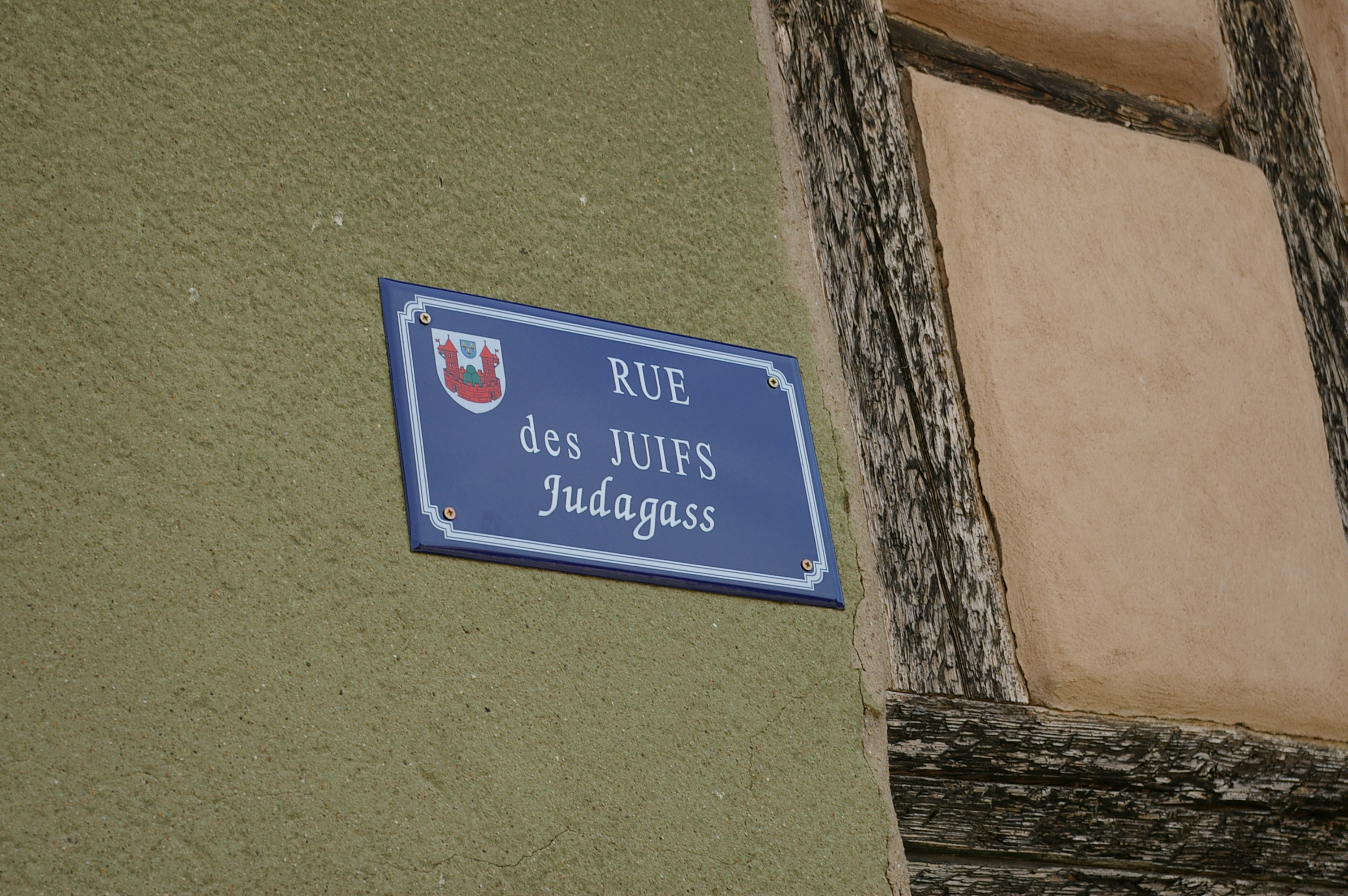
Plaque de la rue des Juifs à Bergheim
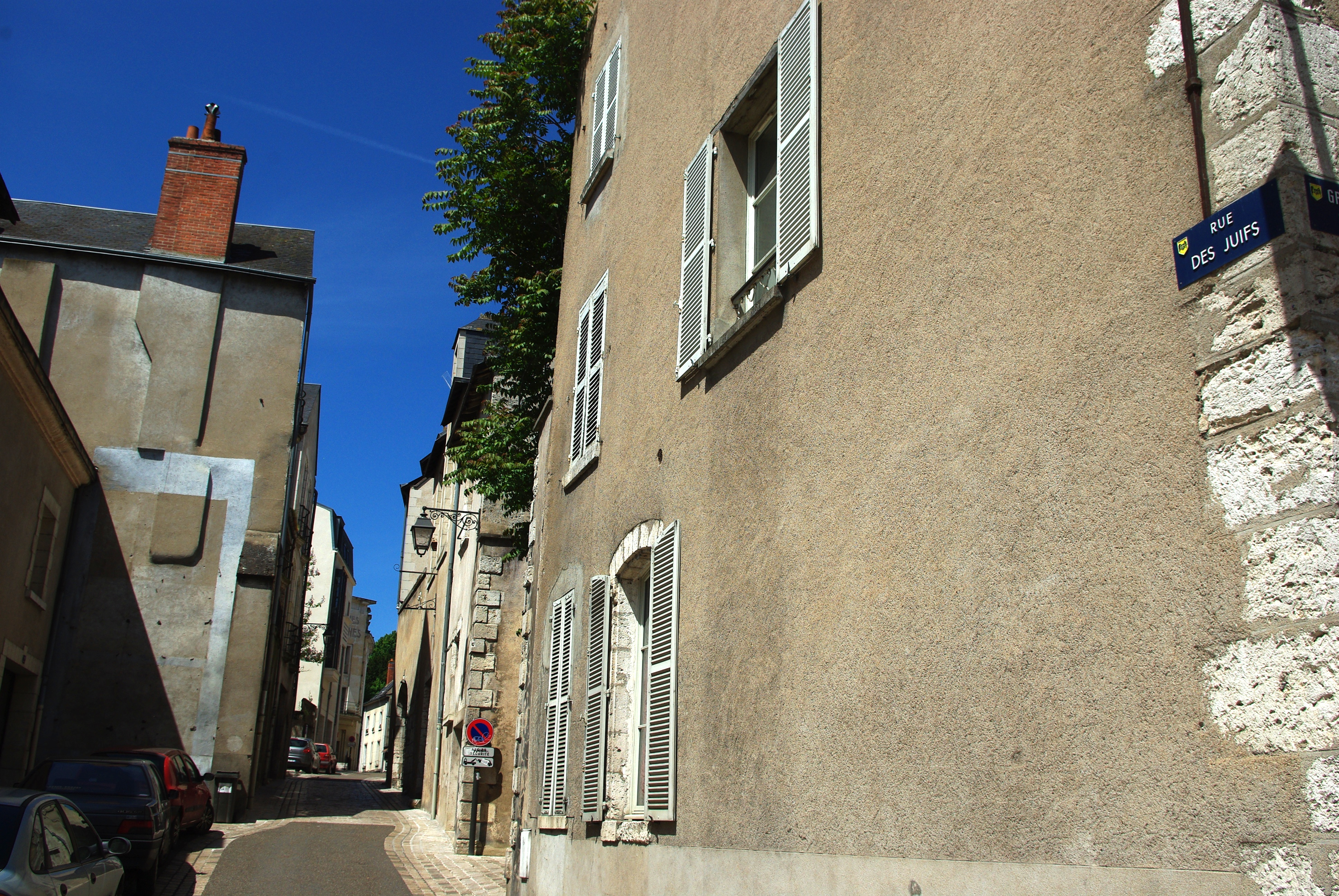
Rue des Juifs à Blois
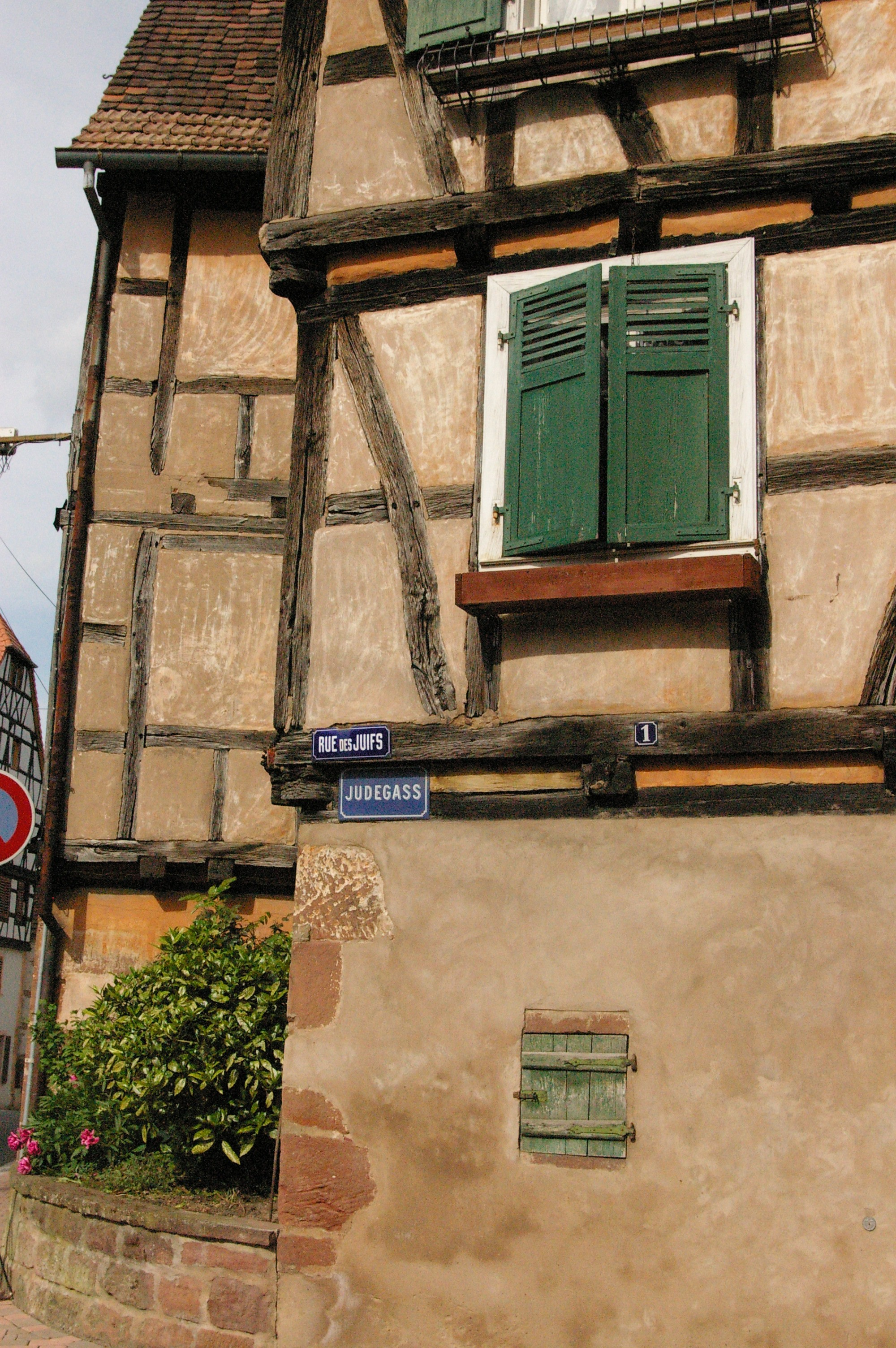
Rue des Juifs à Bouxwiller (Bas-Rhin)
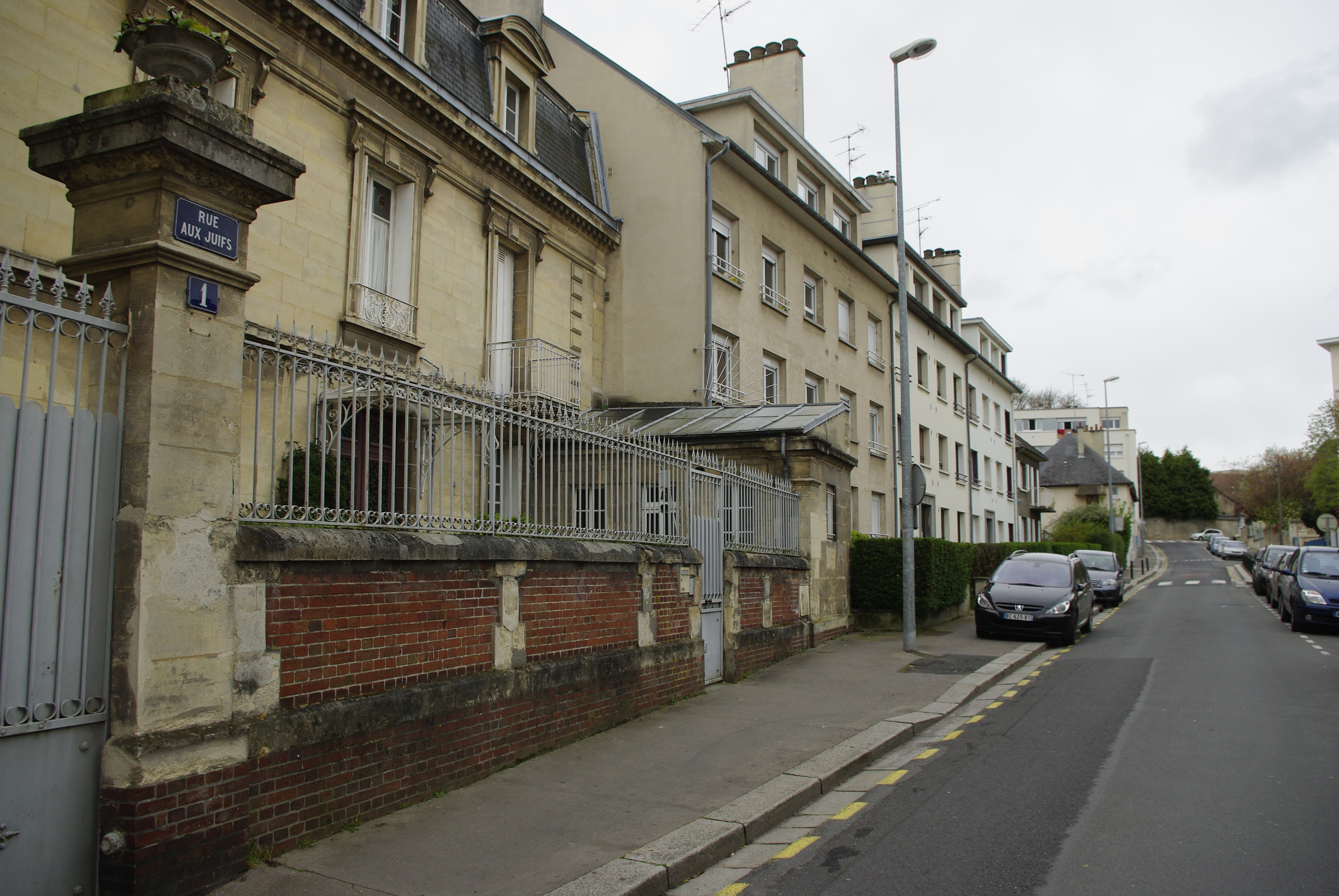
Rue aux Juifs à Caen
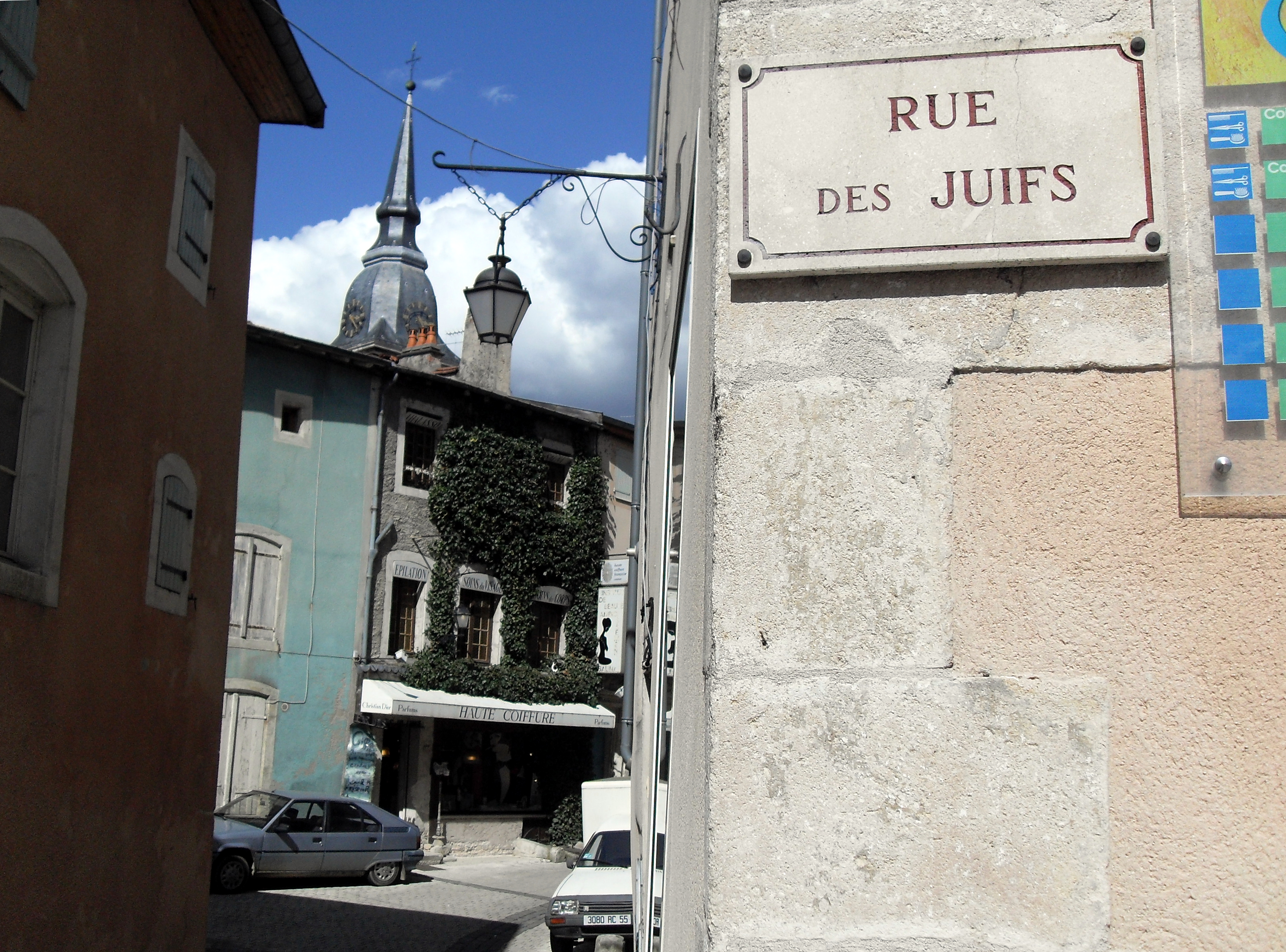
La rue des Juifs à Commercy
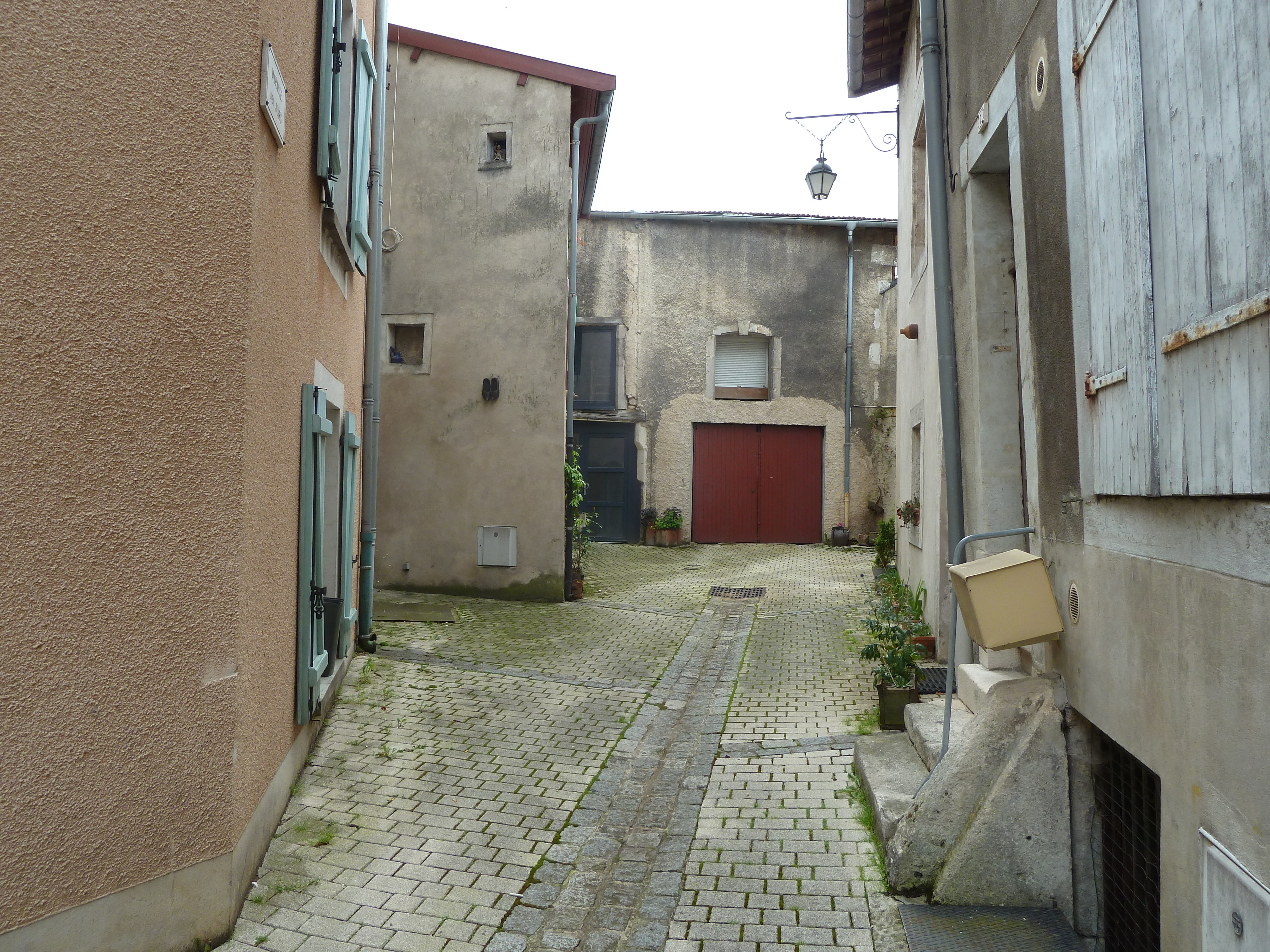
L'impasse des Juifs à Commercy
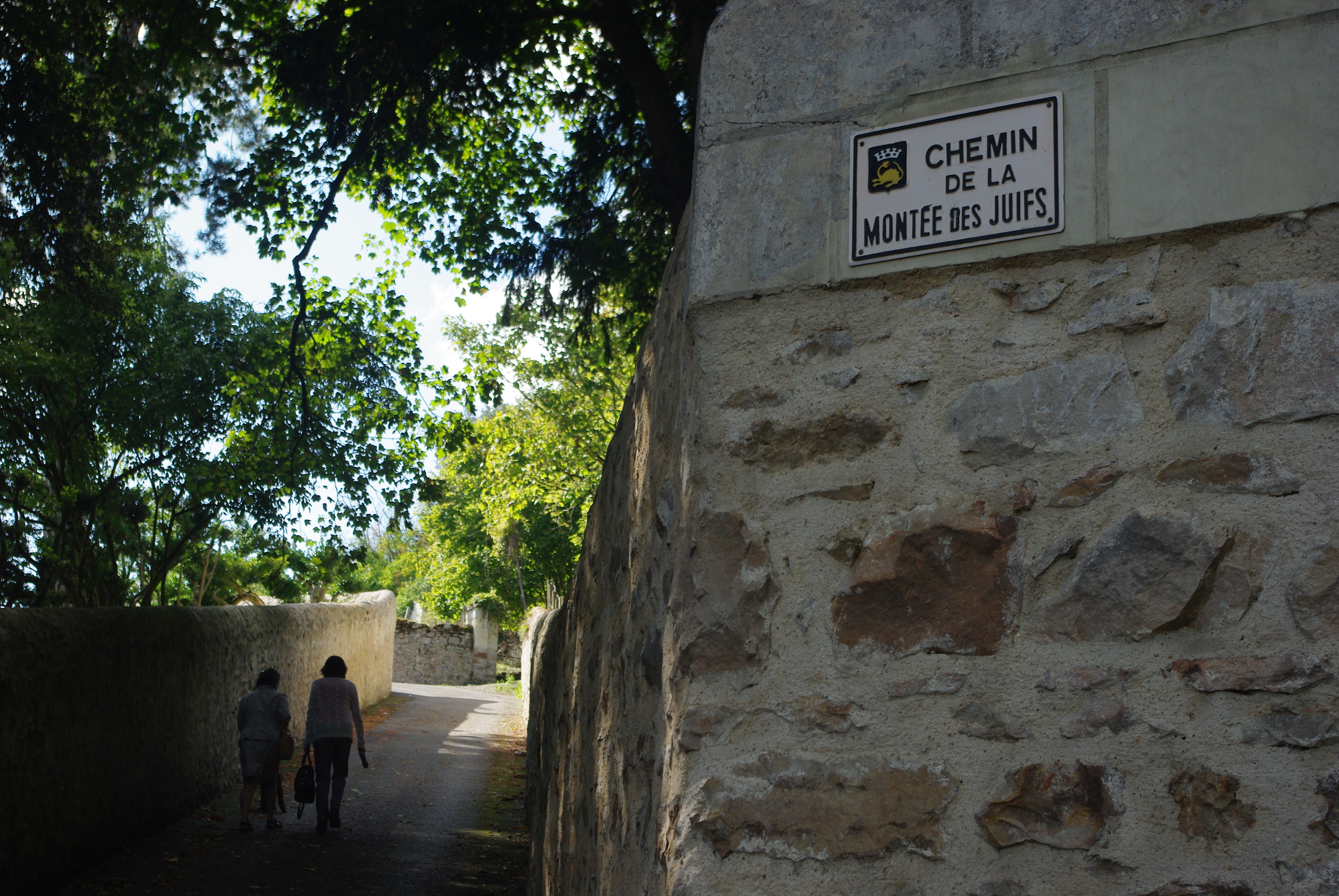
Le chemin de la montée des Juifs à Gennes (Maine-et-Loire)
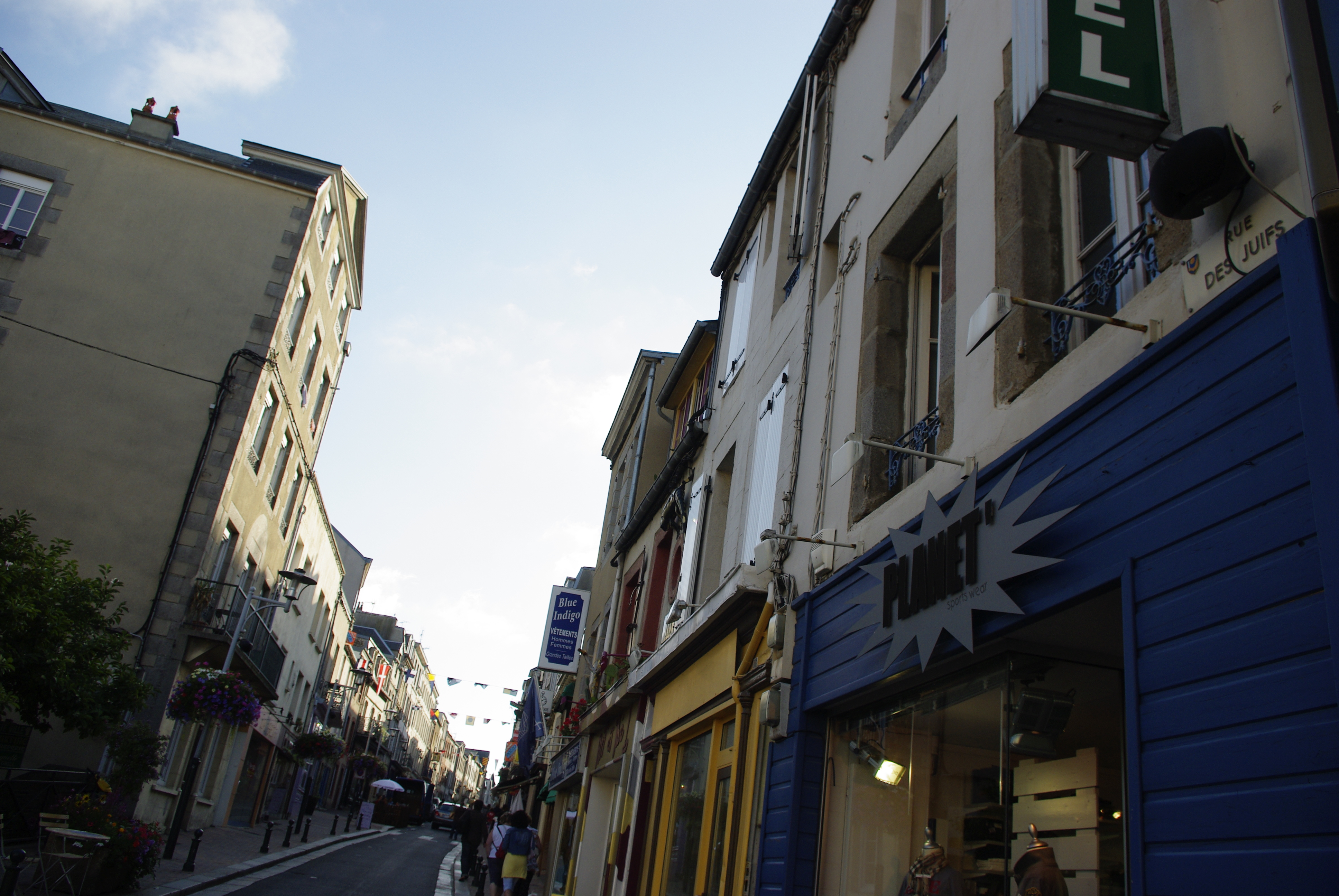
Rue des Juifs à Granville
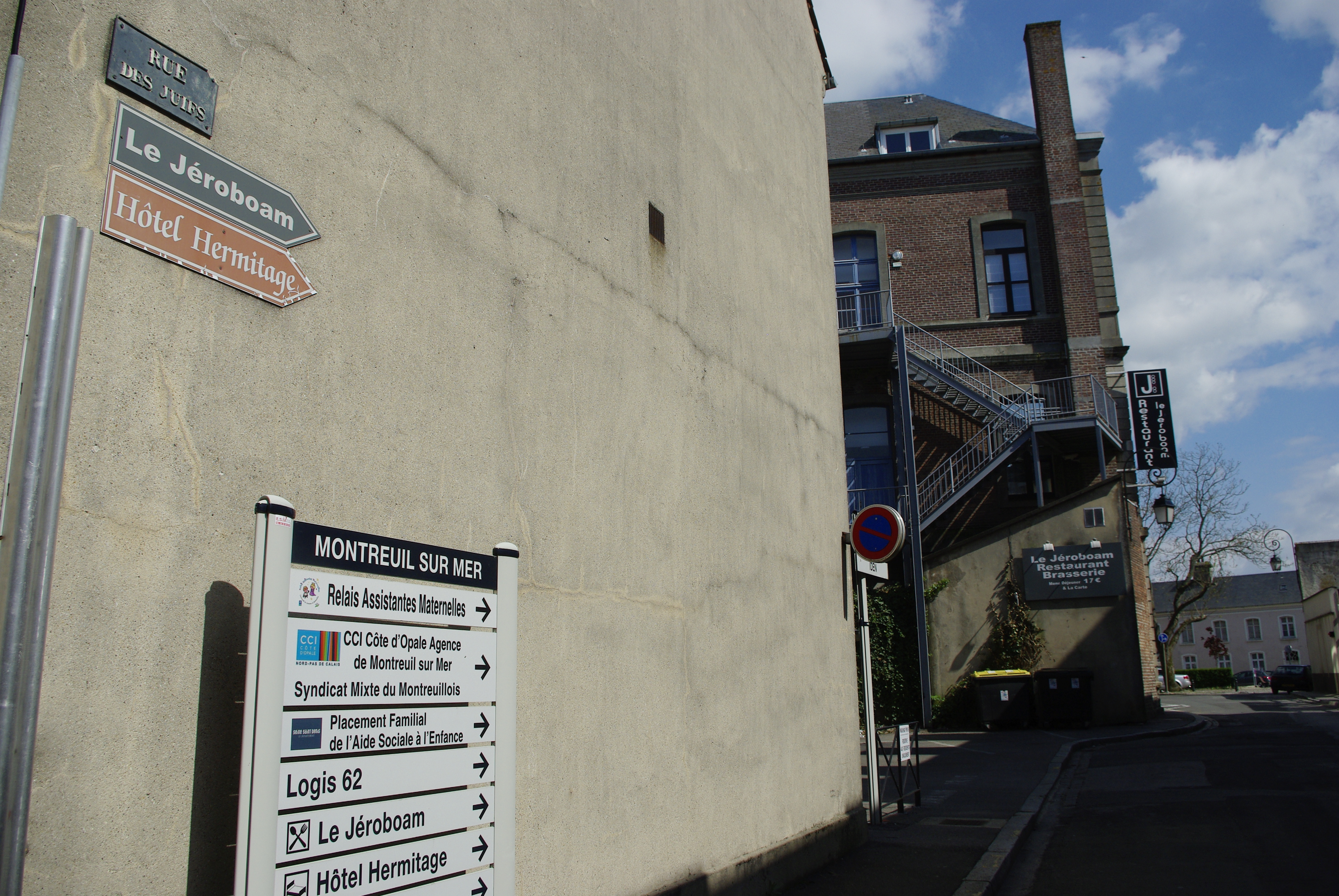
Rue des Juifs à Montreuil-sur-Mer
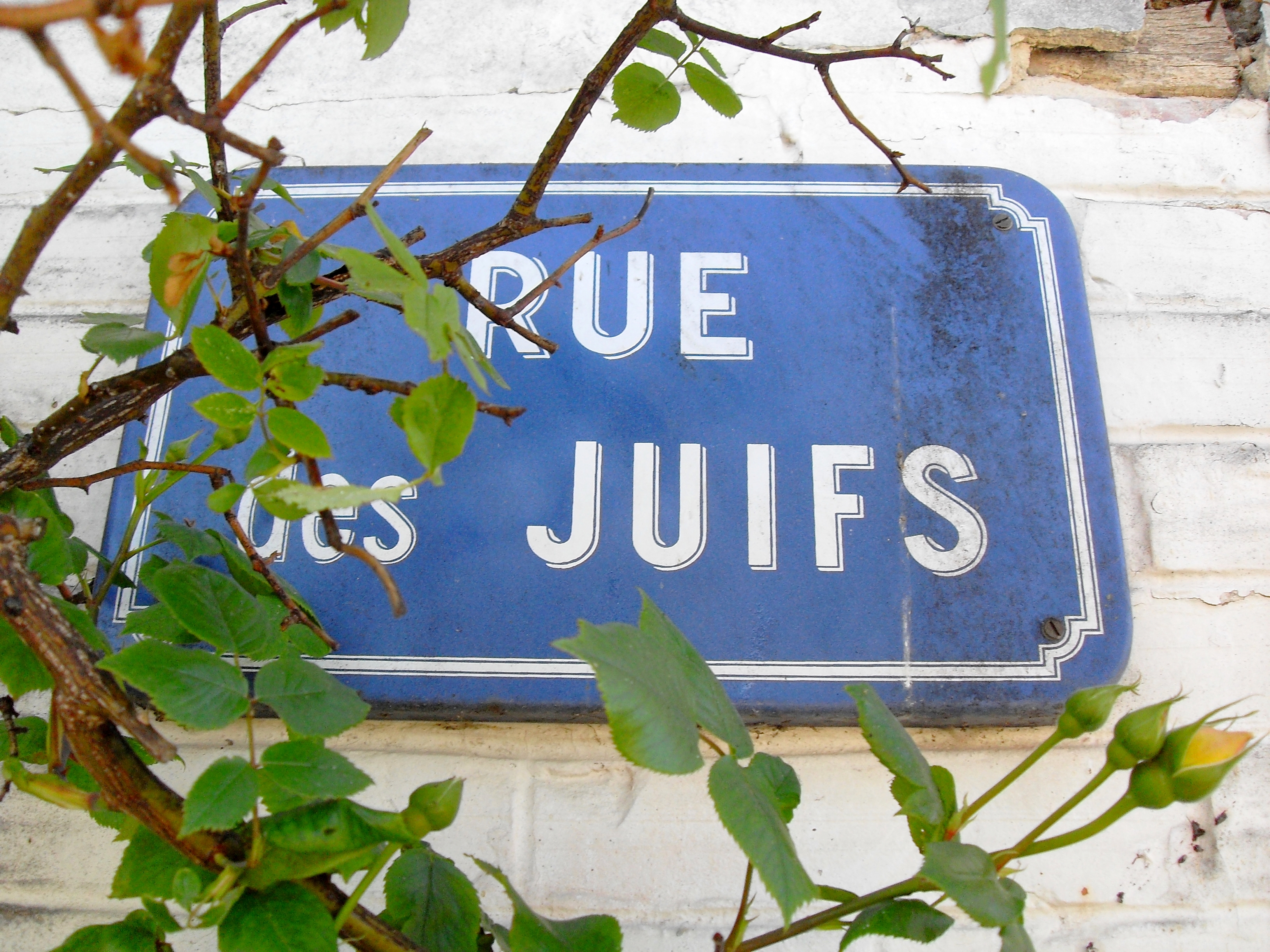
Rue des Juifs à Nettancourt
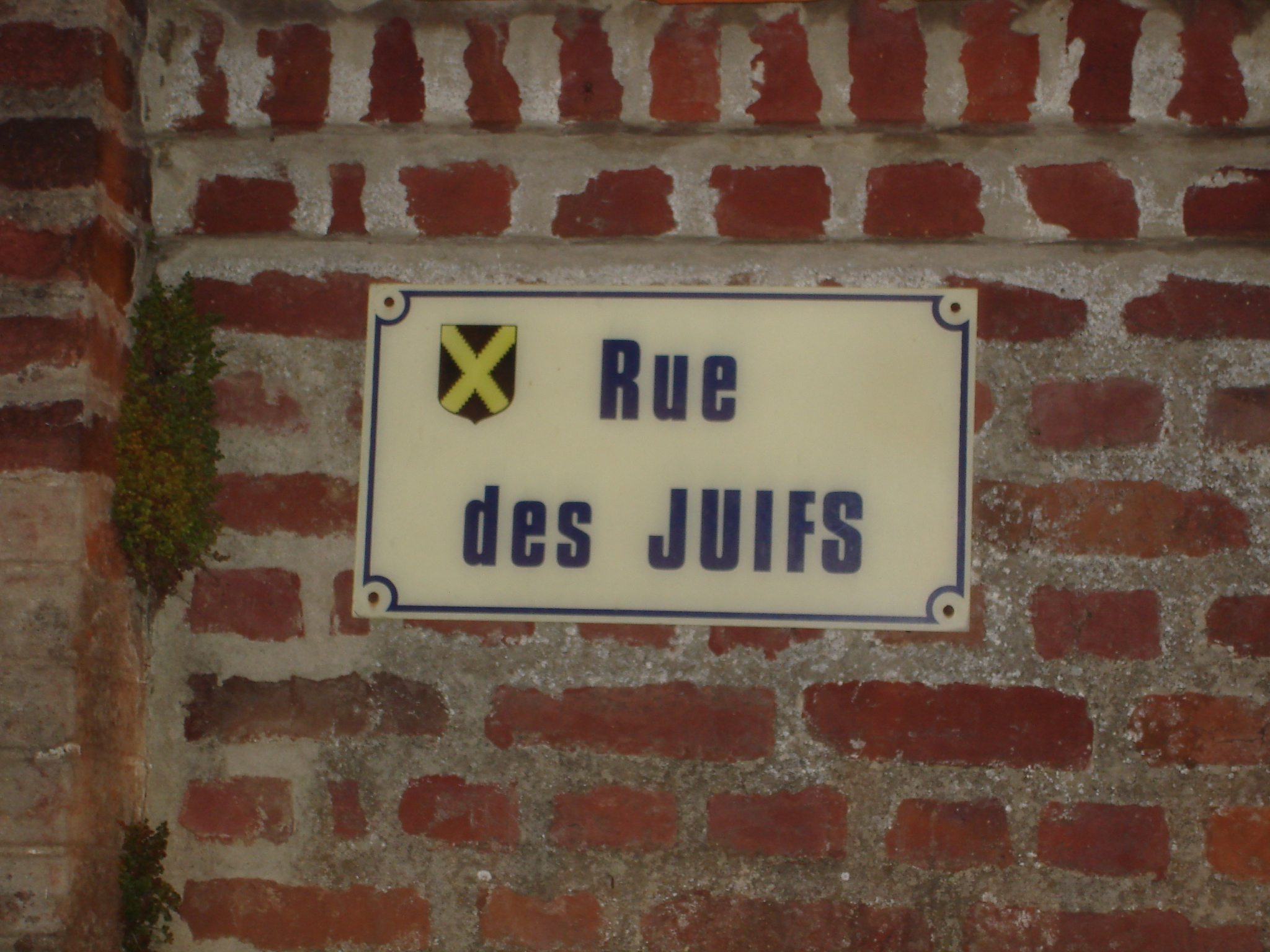
Rue des Juifs à Saint-Blimont
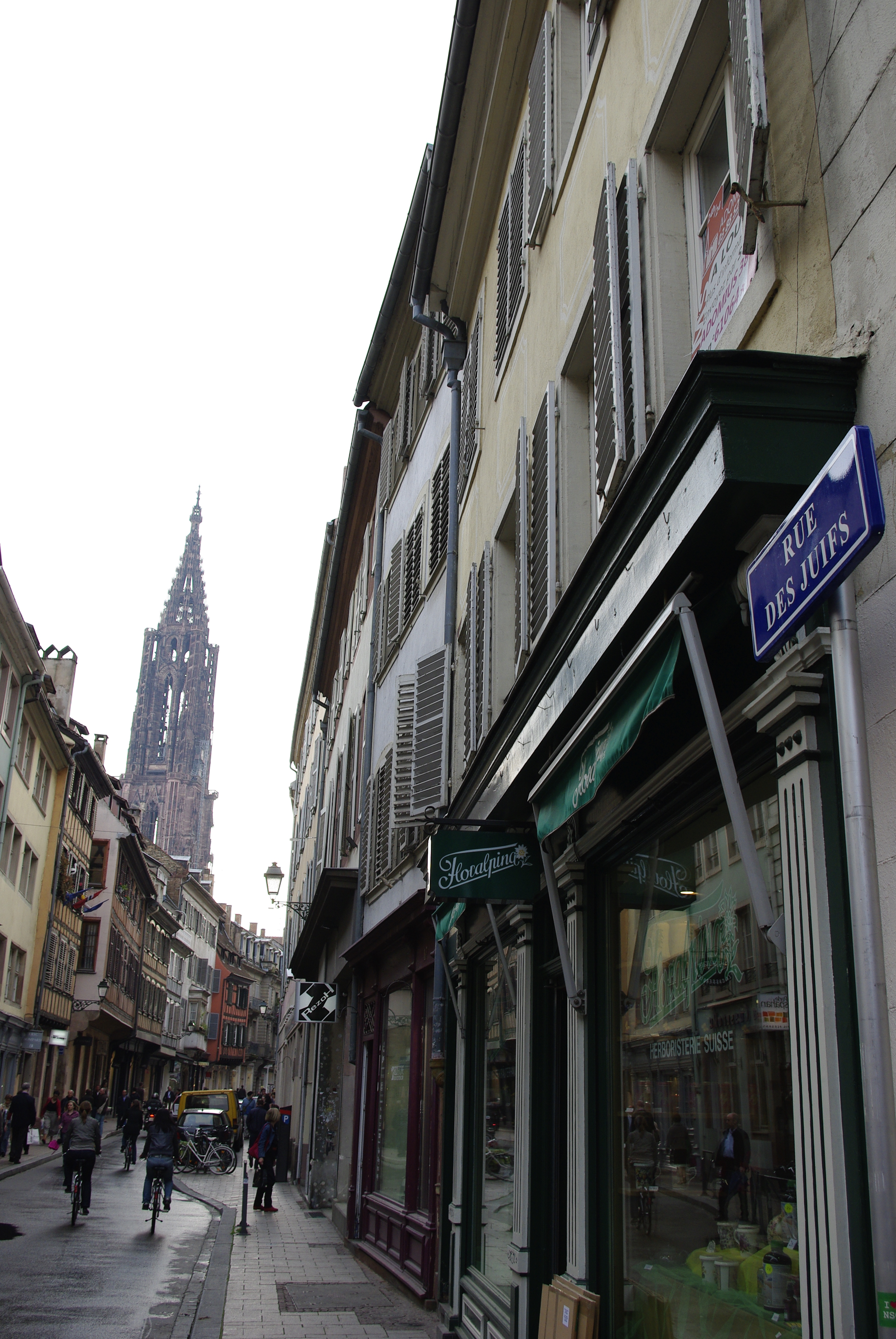
Rue des Juifs à Strasbourg
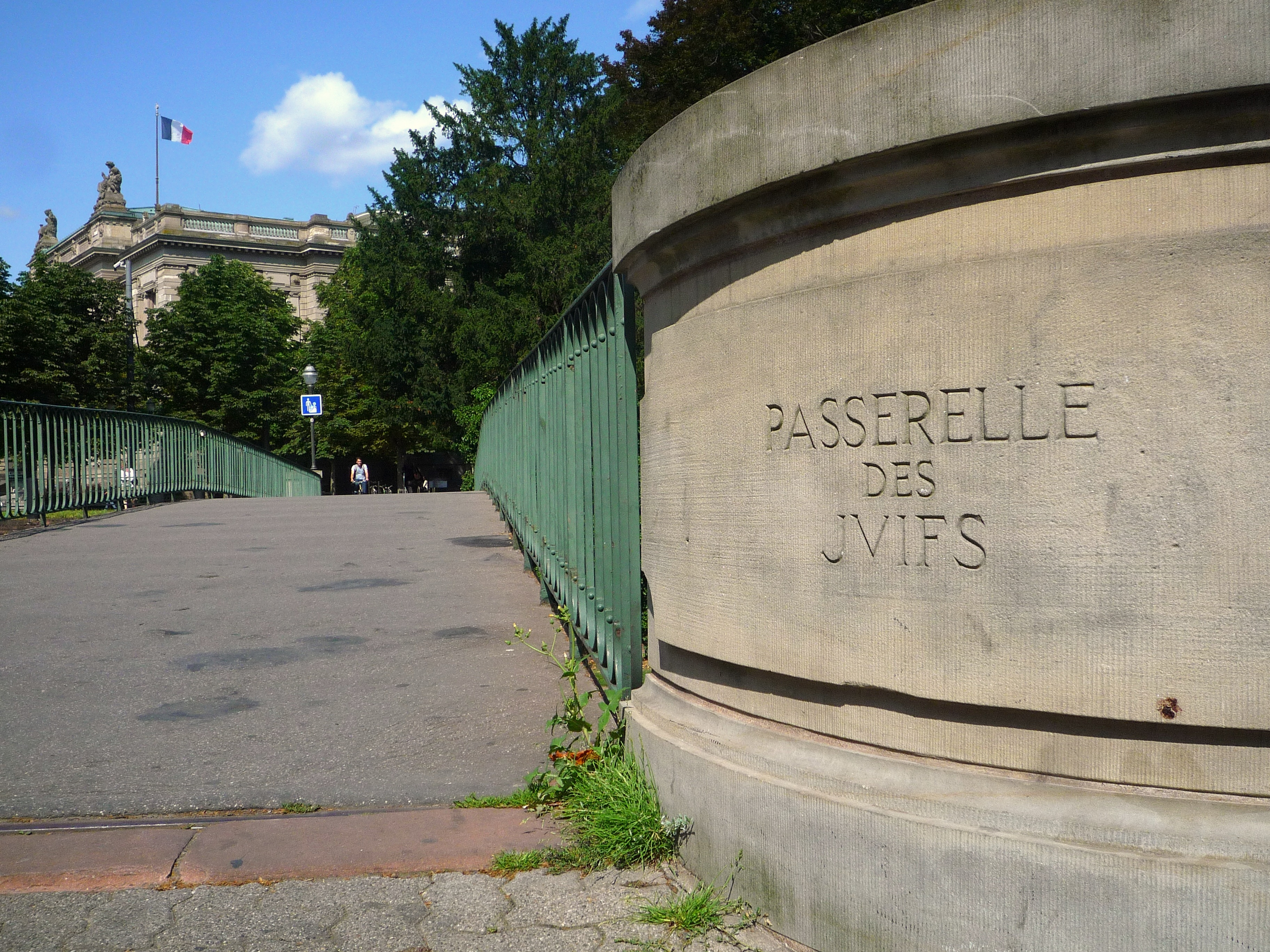
Strasbourg, la passerelle des Juifs
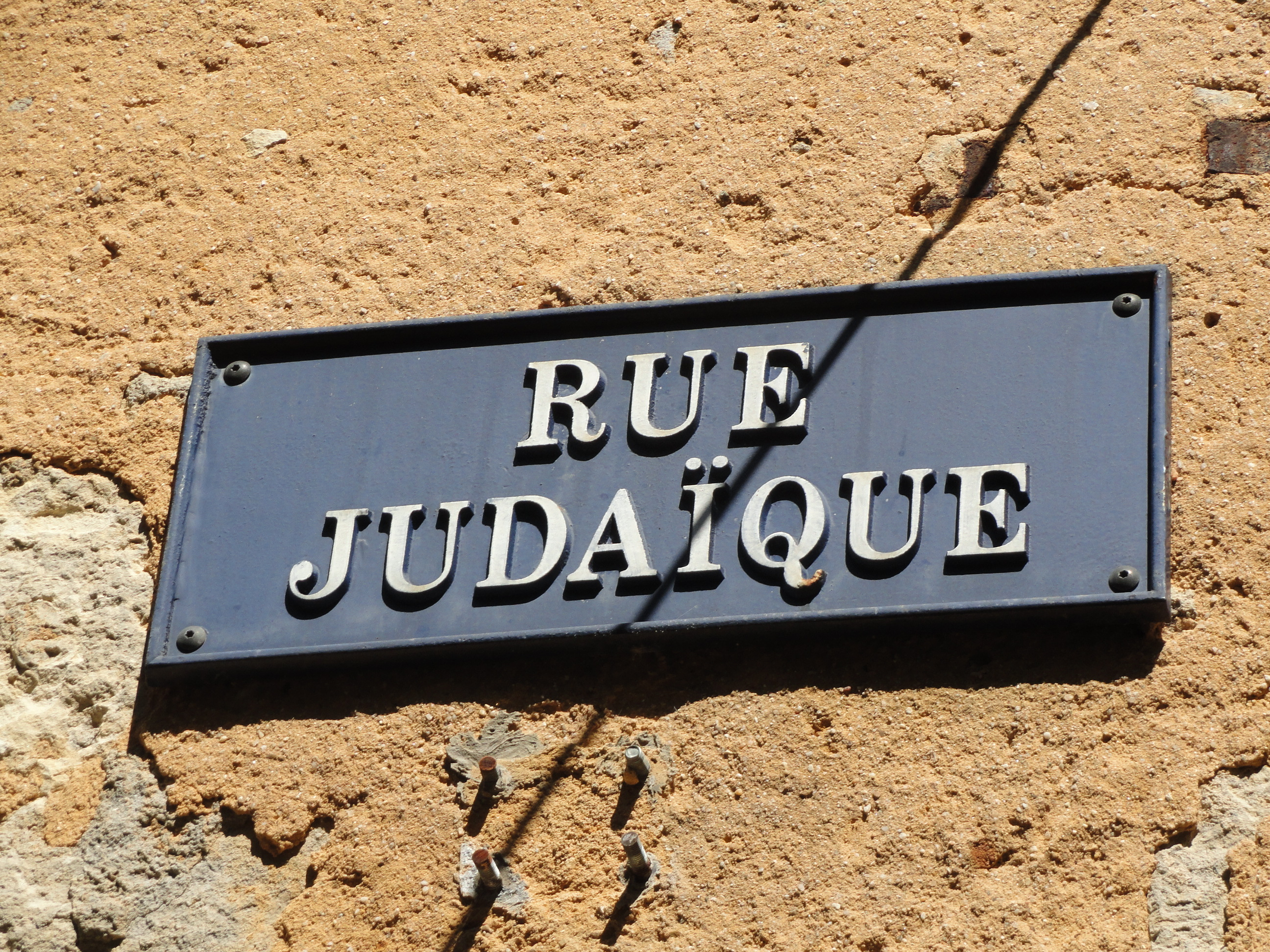
Rue Judaïque à Périgueux

#### Anciennes rues de la juiverie ou rues des Juifs

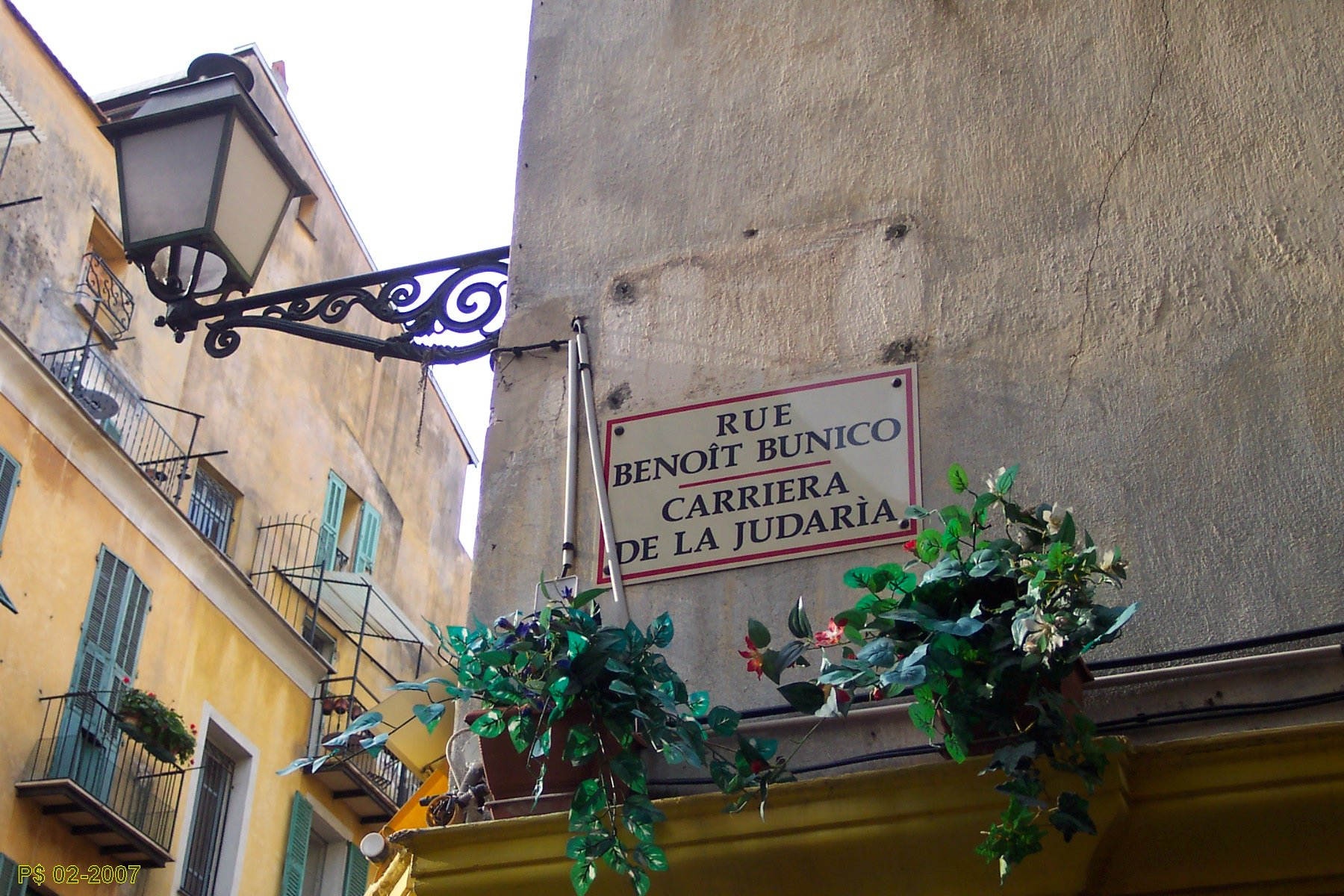
Nice : Carriera de la Judaria

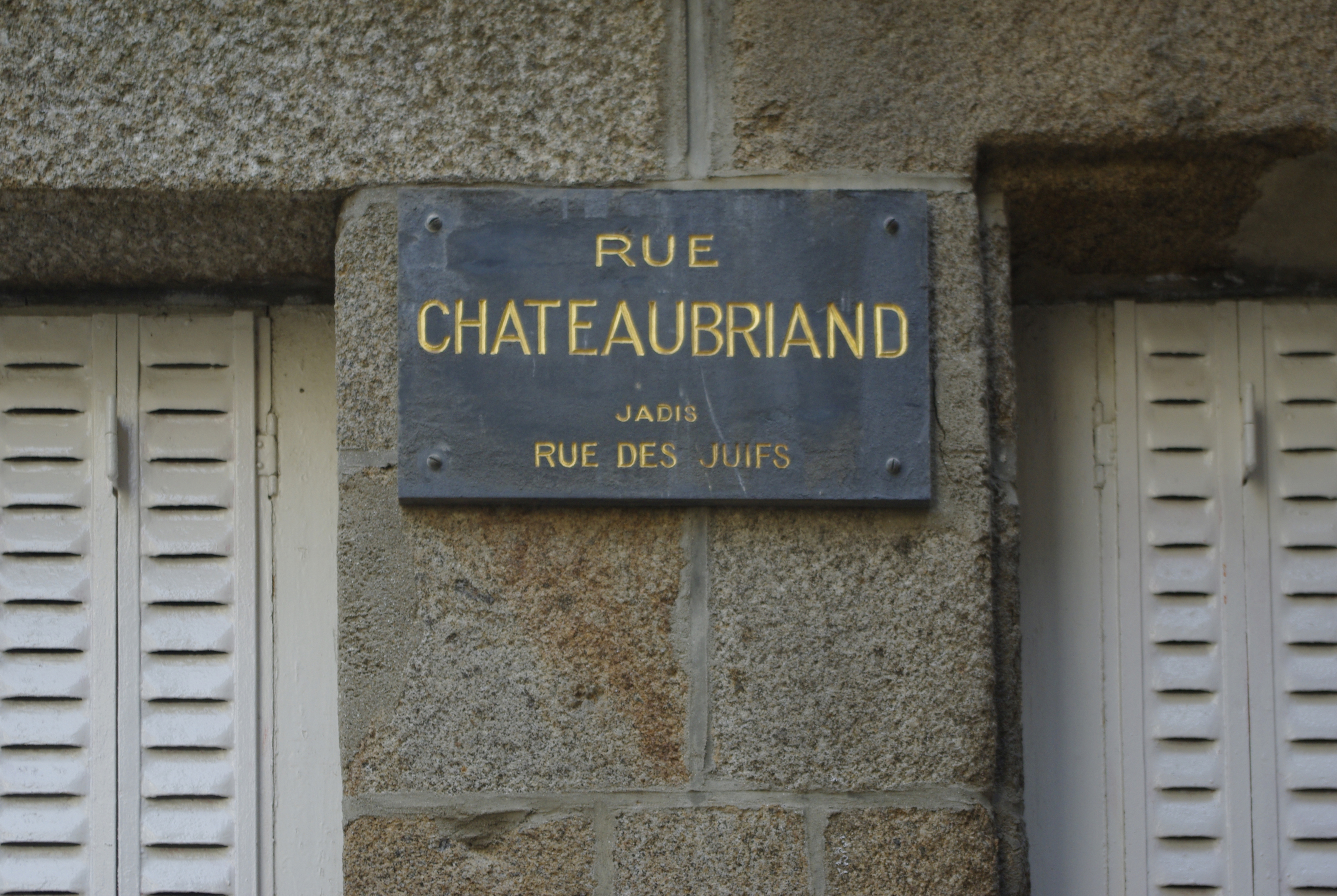
Chateaubriand est né dans l'ancienne rue des Juifs de Saint-Malo.

- À Colmar, la rue des Juifs fut rebaptisée Rue Berthe-Molly.
- Paris a compté plusieurs lieux dont le toponyme faisait référence aux juifs : 
  - Rue des Juifs[127], actuelle rue Ferdinand-Duval depuis 1900, renommée à la suite d'une pétition adressée lors de l'affaire Dreyfus au conseil municipal en 1898 par des commerçants français[réf. souhaitée] installés dans cette rue[128],[129],[130].
  - Rue de la Juiverie, ancienne rue disparue située dans la partie de l'ancien 9e arrondissement de Paris de l'Île de la Cité[131]. Le quartier juif de l'Île de la Cité s'appelait au Moyen Âge micra madiana selon des actes en latin[132].
  - Cour de la Juiverie[133] située entre les no 70 et 72 de la rue de la Contrescarpe-Saint-Antoine[134], dans l'ancien 8e arrondissement de Paris.
  - île aux Juifs, une des îles constitutives de l'actuelle île de la Cité qui se trouvait au milieu du pont Neuf à la hauteur de l'actuelle statue d'Henri IV. C'est à cet endroit qu'avait été exécuté le 18 mars 1314 Jacques de Molay, le maître des Templiers.
- Une ancienne rue des Juifs est attestée à Borey.
- Une ancienne rue Juive ou rue des Juifs à Bellac en Haute-Vienne dans le Limousin, devenue maintenant la rue du Coq[135].
- La rue des Juifs de Montlhéry fut rebaptisée rue du Docteur-Ogé, du nom d'un ancien maire[136].
- En Normandie, plusieurs anciennes rues des Juifs ou lieux-dits les Juifs sont cités dans l'ouvrage du professeur Golb[3], notamment à Avranches, Beaumont-en-Auge, Beuzeville-la-Guérard, La Carneille, Caudebec-en-Caux, Falaise, Harfleur et Montivilliers.
- À Saint-Malo, la rue des Juifs a été rebaptisée rue Chateaubriand car la maison natale de cet écrivain y est située[137].
- À Rennes, existait jusqu'en 1844 une rue des Juifs à l'ouest de la rue de Cartage[138].
- À Pont-à-Mousson, la rue de la Poterne est l'ancienne rue à la poterne des Juifs[139].
- À Bourg-Saint-Andéol (Ardèche), une plaque atteste que la place François Lauzun était autrefois connue comme la juiverie documentée dans l'ouvrage Le vieux Bourg-Saint-Andéol de Robert Labrély[140].
- En Bourgogne, d'anciennes rues des Juifs ou de la Juiverie sont attestées à Arnay-le-Duc (aujourd'hui le rue des trois tourelles), à Beaune, à Dijon (une partie de l'actuelle rue Buffon), à Flavigny-sur-Ozerain (l'actuelle rue Lacordaire depuis la Seconde Guerre mondiale), à Saulieu (l'actuelle rue de la halle aux blés) et à Saint-Jean-de-Losne[6].

### Fosses aux Juifs et autres noms germaniques
En Alsace, à Colmar, et en Lorraine, à Farschviller, existent une voie ou un lieu-dit appelés Judenloch (fosse aux Juifs). Celui de Colmar, Judenloch Weg, commémore le massacre des Juifs à Colmar en 1348.
On trouve un coteau appelé Beim Juden (chez le Juif) à Nousseviller-lès-Bitche et un lieu-dit Im Juden (chez le Juif) à Reutenbourg, des lieux-dits Judenacker (champ des Juifs) à Eckwersheim et Weitbruch ou Judaacker, rebaptisée rue de la Gendarmerie à Durmenach et Judenanwand (le mur des Juifs) à Eckwersheim, des lieux-dits le Judenberg (le mont des Juifs) à Gomelange, Reichshoffen, Rimsdorf et Saverne (site du cimetière juif de Saverne), Judendrisch à Kerling-lès-Sierck, une rivière appelée Judengraben (fossé aux Juifs) à Buhl-Lorraine, un vallon appelé Judenhohl (cave aux Juifs) à Bitche, un hameau appelé Judenhof (la cour des Juifs) à Petit-Réderching, un mont Judenhuebel à Obersteinbach, et des lieux-dits Judenhut (le chapeau des Juifs, encore que certains contestent cette origine) à Murbach et Ribeauvillé, un bois Judenlach (le rire des Juifs) à Saint-Avold, des lieux-dits Judenmatt à Obermodern-Zutzendorf, Rosenwiller (Bas-Rhin), et Rouffach et Judenmatten à Aspach-le-Bas, un lieu-dit Judenpfad (sentier des Juifs) à Furchhausen, une vallée Judenthal à Mouterhouse, un lieu-dit Judentanne (sapin des Juifs) à Ottrott, et un lieu-dit Judenthor (porte des Juifs) à Romanswiller, un bois Judenwald (forêt des Juifs) à Siersthal et à Richwiller, un lieu-dit Judenweg (chemin des Juifs) à Haguenau, un lieu-dit Judenbrand (là où on brûle les juifs) à Herrlisheim-près-Colmar.

### Lieux-dits la Juive
On trouve des lieux-dits appelés la Fontaine Juive à Bettelainville, le Champ de la Juive à Grandval (Puy-de-Dôme), la Juive à Roussillon (Vaucluse) et à Fontaine-de-Vaucluse et la Croix Juive à Saint-Saturnin-lès-Apt.
À Besançon, une importante demeure est appelée Château de la Juive.

### Lieux-dits les Hébreux
On trouve deux lieux-dits les Hébreux à Leuze (Aisne) et à Martigny (Aisne), un mont Hébreu à Stonne et une vallée des Hébreux à Saint-Christophe-sur-Avre.

### Lieux-dits portant des noms de la Bible hébraïque
Certains personnages de la Bible sont identifiés au judaïsme, beaucoup plus qu'au christianisme. L'utilisation de leur nom peut donc souvent indiquer une ancienne présence juive. On citera ainsi Moïse qu'on retrouve dans de nombreux rues ou lieux-dits comme à Alixan, Auriébat, Château-Landon, Fargues-sur-Ourbise, L'Haÿ-les-Roses, Ivry-sur-Seine, Ordan-Larroque, Parthenay, Puch-d'Agenais, Riguepeu, Rouen, Saint-Jeures, Saint-Ouen-les-Vignes et Truinas. Il faut préciser qu'il est aussi fort possible que ce nom ait été porté par des non-juifs, notamment dans les régions à fortes communautés protestantes, ces dernières donnant fréquemment des prénoms tirés de l'Ancien Testament, comme à Alixan justement.
À Avignon, les rues Abraham et Jacob rappellent aussi l'ancienne carrière.
À Clermont-Ferrand, existe, parmi les vestiges d'époque romaine, la « Fontaine d'Abraham » aussi nommée « Fontaine des juifs » qui date du Ve siècle et qui sera reprise au Moyen Âge au cœur de l'église Saint-Cirgues construite dans le quartier de Fongièvre,. (Voir supra)
À La Canourgue (Lozère), existent des lieux-dits Booz et Salmon, dont l'origine remonterait à une présence juive médiévale.

### Autres lieux-dits
- On trouve un pont d'Israël à Saint-Georges-d'Elle.
- À Montbéliard, le nom du quartier de la Combe aux Biches est dérivé de Combe aux Juifs (c'est à cet endroit que se trouvait le cimetière juif médiéval)[147].
- Le hameau de Montjézieu situé sur la commune de La Canourgue (Lozère) tire son nom de Mons Judaeorum (Mont des Juifs). Selon JJM Ignon, historien local du XIXe siècle, ce nom rappelle une présence juive médiévale[146]. Jézieu signifie en effet « juif » en patois gévaudanois.
- Lieu-dit La Mort aux Juifs, à Courtemaux (Loiret). Bien que l'origine du toponyme soit incertaine[148], ce lieu-dit est l'objet d'une controverse apparue à la fin des années 1970[149], poursuivie au début des années 1990[150],[151] et qui rebondit en 2014[152].
- Rue du Sinaï à Caraman, Haute-Garonne.
- En Corse, se trouve à Zigliara, le pont d’Abra, du nom de son constructeur Abraham, un entrepreneur génois, datant du XVIe siècle[153],[154],[155].

### Rues de la synagogue ou rues honorant un rabbin

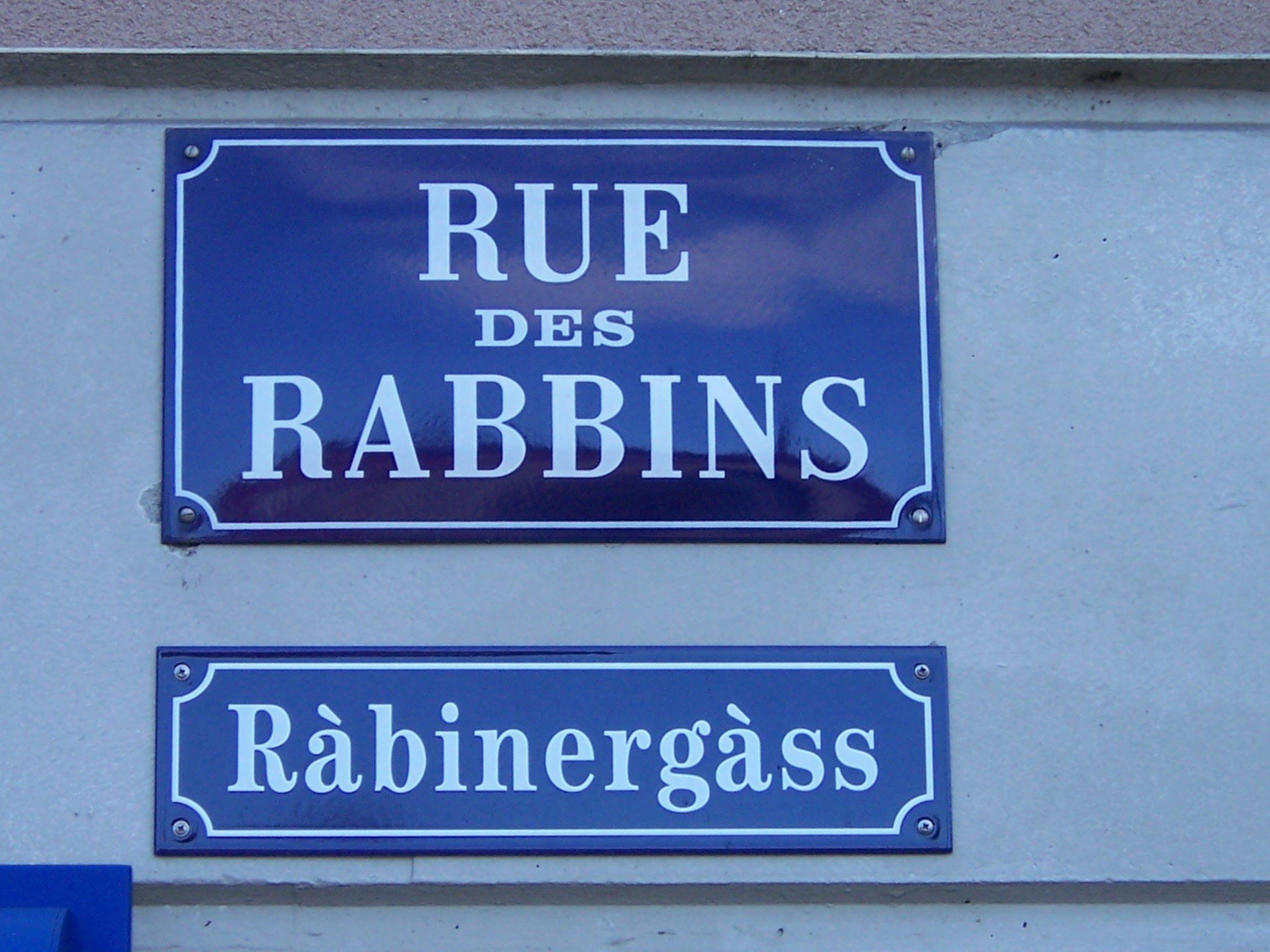
Plaque de rue des Rabbins à Mulhouse

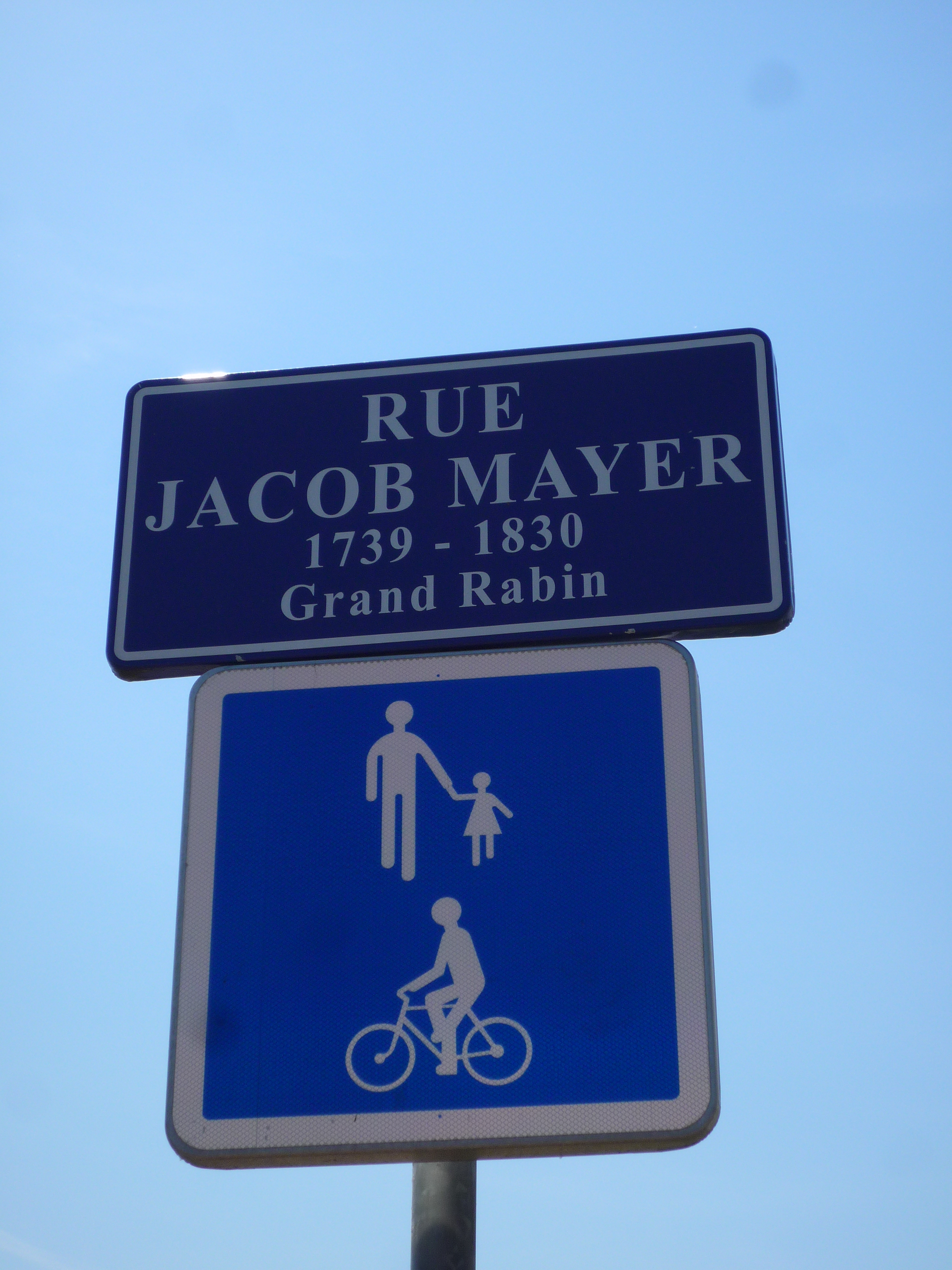
Plaque de rue voulant honorer Jacob Meyer, grand rabbin de Strasbourg

Les synagogues en France datent très rarement d'avant le XIXe siècle. Les rues de la synagogue reflètent donc, à quelques exceptions près, une présence juive généralement plus récente que les rues des Juifs ou les rues de la juiverie.
On trouve des rues de la synagogue à Aouste-sur-Sye, Bollwiller, Cattenom, Dijon, Étain, Frœningen, Garancières, Hagenthal-le-Bas, Hirsingue, Horbourg-Wihr, Insming, Issenheim, Lingolsheim, Marmoutier (Bas-Rhin) , Meudon, Montbéliard Mulhouse où une autre rue le long de la synagogue s'appelle rue des Rabbins, Peyrehorade, Reichshoffen, et à Saverne, Troyes et à Valognes, des impasses de la synagogue à Schaffhouse-sur-Zorn et à Habsheim mais une place de la synagogue à Bischheim et une avenue de la synagogue à Avignon.
Plusieurs rabbins sont honorés par des rues ou places. Le plus illustre rabbin français, Rachi, possède deux rues à son nom, à Troyes et à Ramerupt. Des rabbins modernes sont aussi honorés, tels le rabbin Joseph Bloch à Haguenau, le grand-rabbin Joseph Cohen à Bordeaux et le grand rabbin de France Jacob Kaplan à Paris, les grands rabbins René Hirschler, Jacob Meyer, Abraham Deutsch et Max Warschawski à Strasbourg. D'autres rabbins, morts en déportation, sont cités dans le paragraphe de cet article consacré à la Shoah. À Avignon, une rue porte le nom d'Abraham Farissol, un savant juif du XVe siècle né dans cette ville. Une place Henri Schilli est nommée à Montpellier en l'honneur de ce rabbin qui a exercé à Montpellier, à ses risques et périls pendant la Seconde Guerre mondiale, la fonction d’aumônier juif des camps du sud de la France. L'ancien grand-rabbin de france Joseph Haïm Sitruk a également une place à son nom à Neuilly-sur-Seine.

### Rues de Jérusalem

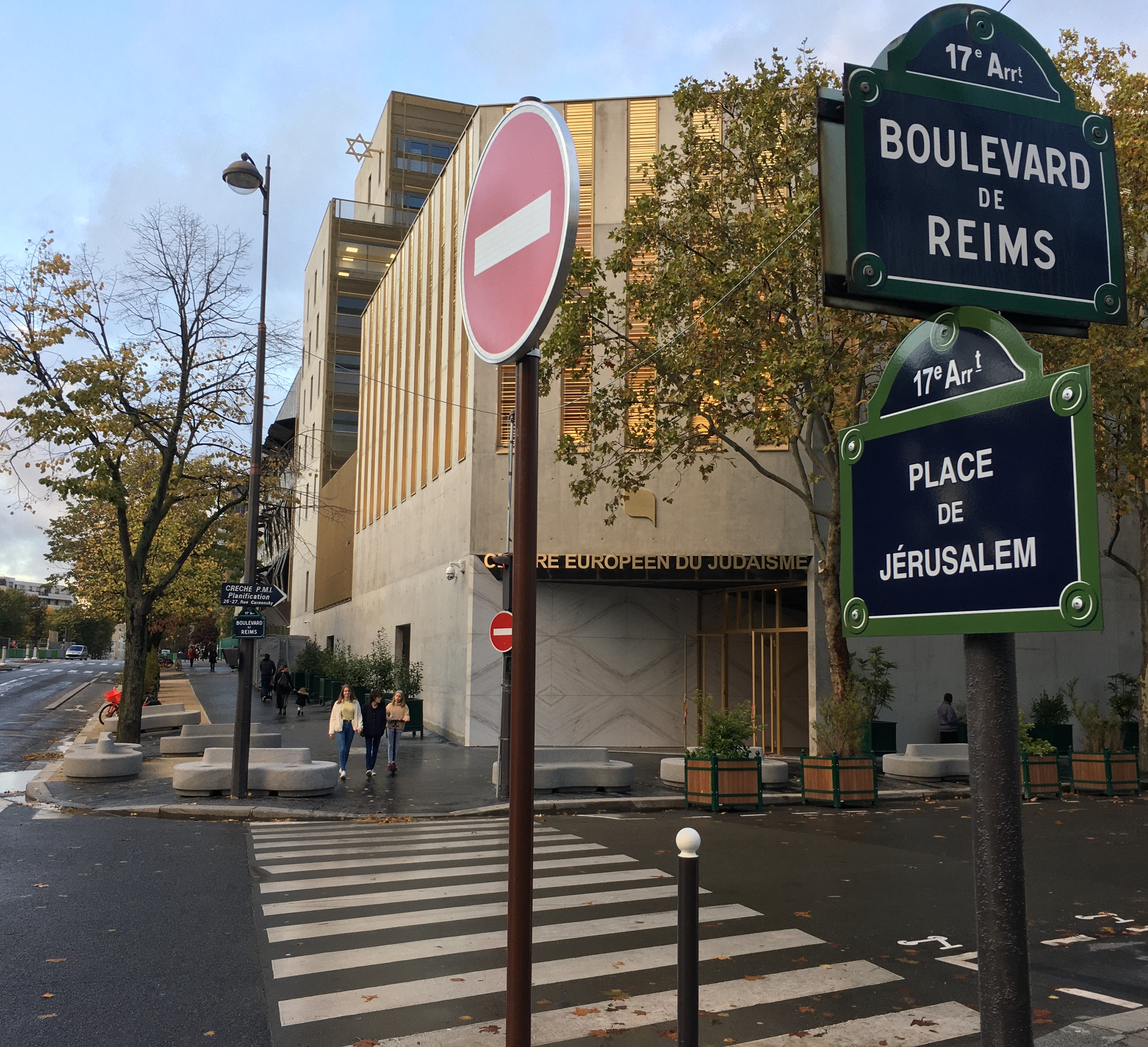
Place de Jérusalem à Paris

Les rues ou places de Jérusalem peuvent aussi évoquer la communauté juive comme à Aix-en-Provence ou Avignon où dans les deux cas se situe la synagogue.
Il existait autrefois une rue de Jérusalem à Paris, assez connue puisque s'y trouvait l'ancienne préfecture de police. Elle disparut lors de l'extension du palais de justice, en 1883,. Son nom serait cependant plutôt une allusion à une maison accueillant des pèlerins se rendant en Terre sainte, qu'à une communauté juive. En juin 2019, le vote par le conseil municipal de Paris de créer une place de Jérusalem à Paris dans le 17e arrondissement, à proximité du Centre européen du judaïsme entraîne une polémique. La place est inaugurée le 30 juin 2019 par Anne Hidalgo.

### Rues portant le nom de villes jumelées israéliennes
Il arrive que des municipalités donnent à certaines rues le nom des villes avec lesquelles elles sont jumelées. Dans le cas de villes israéliennes, ces rues peuvent être proches des synagogues existantes.
- À Antony, la rue de Sdérot longeant la synagogue porte le nom de la ville israélienne jumelée.
- De même à Créteil, pour la "Rue de Kiryat-Yam", du nom de la ville israélienne jumelée, qui se trouve dans le quartier juif, à proximité de la synagogue.
- Marseille possède une avenue d'Haïfa, ville jumelée avec Marseille.
- Nancy possède depuis 2011 une allée au nom de Kiryat Shmona, ville jumelée avec la cité ducale[183].
- Rue de "Bât Yam" à Villeurbanne, quartier des Charpennes.

### Rues portant le nom de personnalités israéliennes

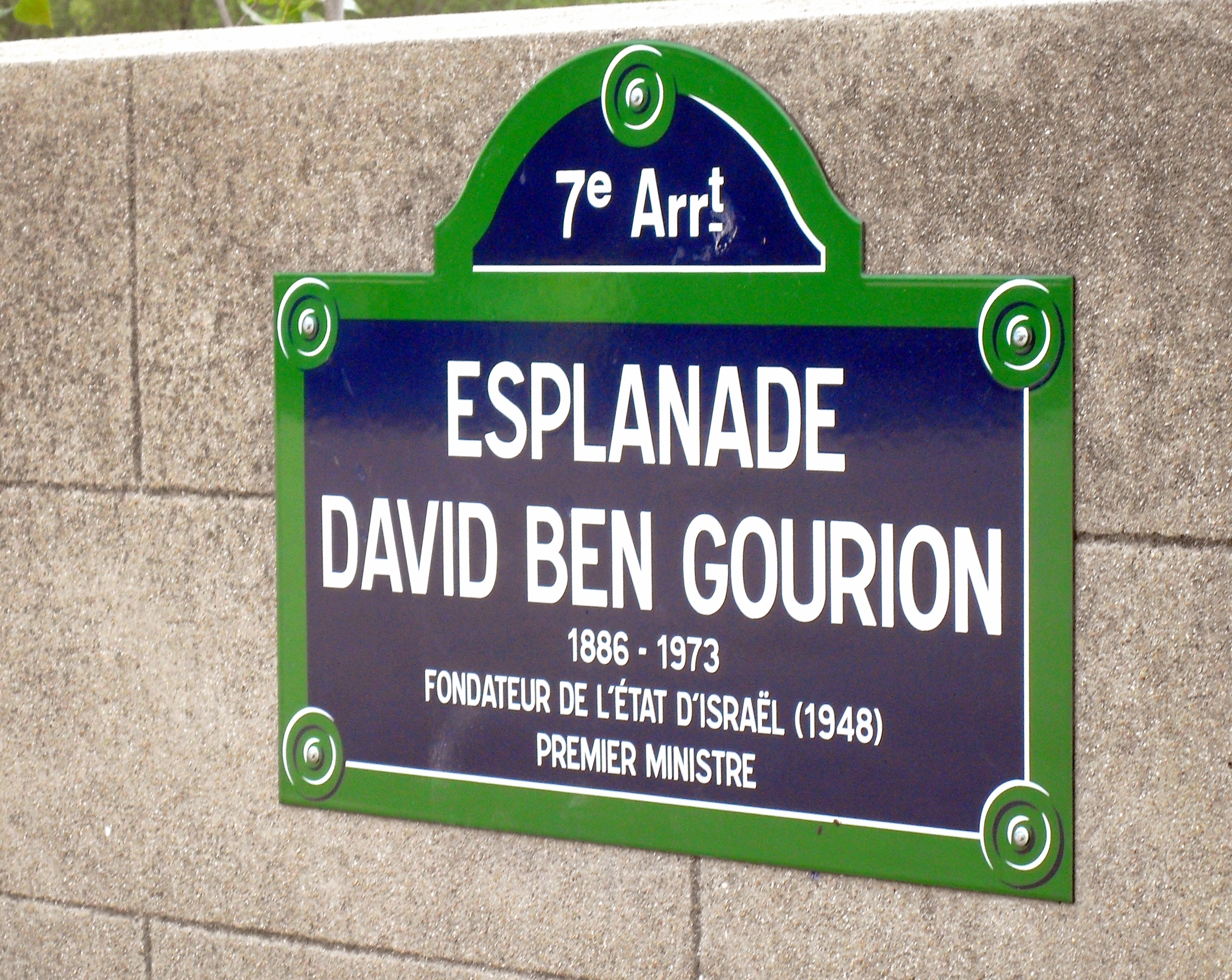
Plaque de l'esplanade David Ben Gourion, le long de la Seine à Paris

- David Ben Gourion, fondateur et premier premier ministre de l'État d'Israël, est honoré à Lyon, Paris dans le VIIe arrondissement et Saint-André-les-Vergers.
- Golda Meir, première ministre israélienne, a donné son nom à des rues à Élancourt et Pau.
- Yitzhak Rabin, général et premier ministre israélien, assassiné en 1995, a donné son nom à un jardin à Paris au parc de Bercy et à des rues ou avenues à Bussy-Saint-Georges, Clichy, Laon, Lognes, Montigny-lès-Cormeilles et Roissy-en-Brie.

## Villes, villages

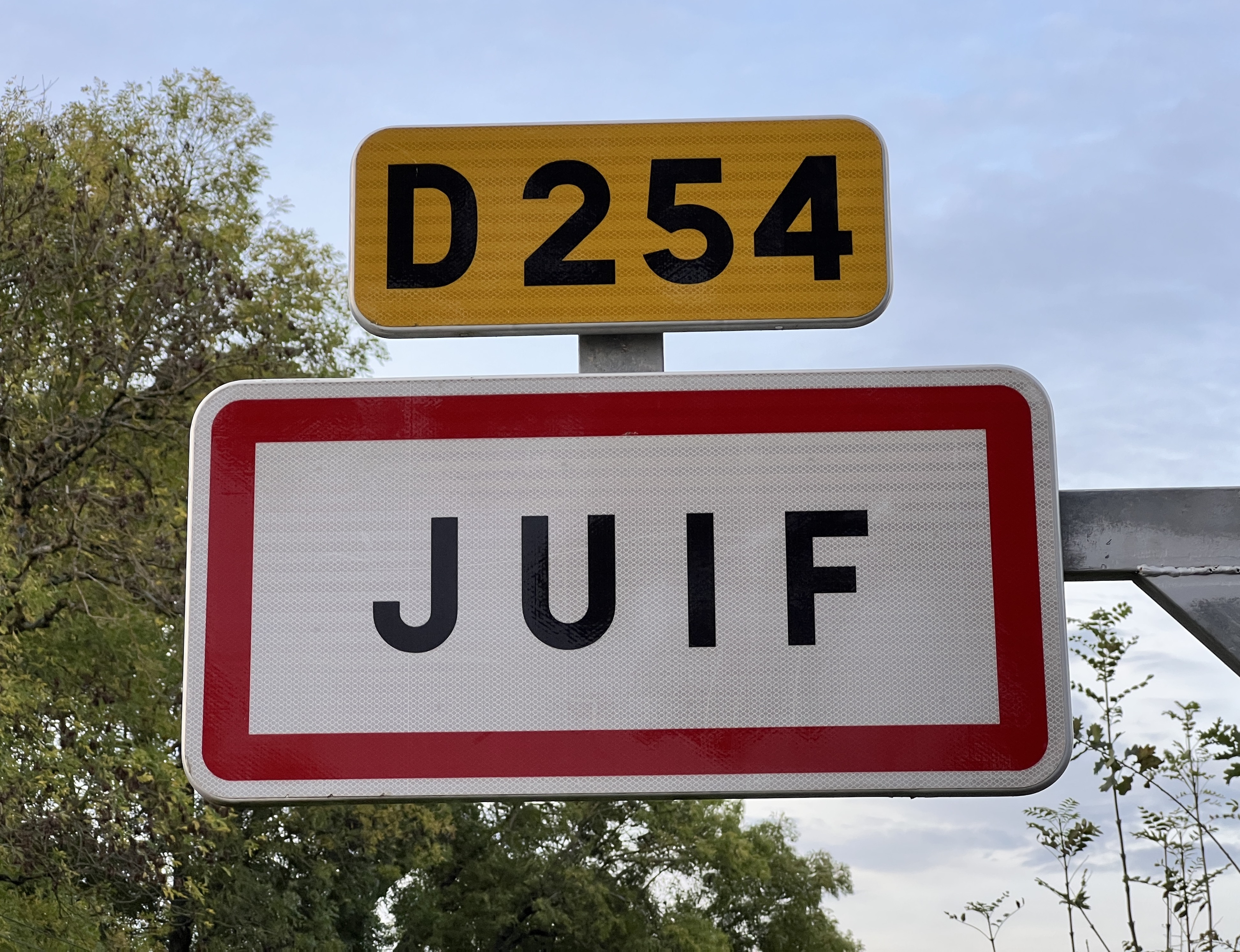
Panneau d'entrée dans la commune Juif, route de Branges (Saône-et-Loire)

Un des premiers noms qui vient en tête est celui de la ville de Villejuif, toutefois son étymologie n'est pas encore clairement établie. Il pourrait rappeler la présence de Juifs dans cette ville antérieurement. De même, Lévis-Saint-Nom connu jusqu'à la Seconde Guerre mondiale comme Lévy-Saint-Nom ne semble avoir aucune origine juive. Le cap Lévi ou Lévy, dans le département de la Manche n'a pas non plus d’étymologie juive.
Le mot « Juif » apparaît dans Baigneux-les-Juifs et rappelle la présence de Juifs au Moyen Âge dans ce village - et en Bourgogne -, où l'on trouve aussi une rue de la Porte aux Juifs. Plusieurs fois dépouillée et expulsée, cette communauté disparaît au XVe siècle mais son nom demeure,,,.
Jugeals-Nazareth, en Corrèze, est intéressant à un double titre : Nazareth évoque ici le séjour en Palestine de Raymond 1er de Turenne lors des Croisades. Quant à Jugeals, une étymologie possible en est judaeus qui veut dire « juifs ».
En Saône-et-Loire, existe un village de Juif, Villa Judaeis (969-970) viendrait d'un nom d'homme Juif. Il en va de même pour la ville de Jœuf (Meurthe-et-Moselle).
En Corse, se trouve le village de Casalabriva soit « la maison de l’Hébreu ».
Selon une hypothèse controversée, Pointe-à-Pitre devrait son nom à un pêcheur juif hollandais établi à la Guadeloupe au XVIIe siècle.

## Shoah
Plusieurs municipalités commémorent la Shoah à travers le vocable des voies. Il existe à Paris dans le XVe arrondissement la place des Martyrs-Juifs-du-Vélodrome-d'Hiver et à Royan le square des Juifs, honorant les victimes royannaises juives du Nazisme.

### Rabbins
La ville de Strasbourg a nommé la rue qui longe la grande synagogue de la Paix rue René Hirschler, en l'honneur du grand-rabbin de Strasbourg, mort en déportation. De même, la ville de Metz a nommé celle où se trouve la synagogue de la ville, rue du rabbin Élie Bloch, mort à Auschwitz. Et, de même, la rue où se trouve la synagogue de Nancy a été nommée en 1948 rue du Grand-Rabbin-Haguenauer, mort à Auschwitz. La ville de Lyon a nommé une place en l'honneur du rabbin Bernard Schonberg, mort en déportation. La ville de Thionville a nommé en 2009 une place en l'honneur du rabbin Henri Lévy mort à Auschwitz.

### Anne Frank
Le 21 mars 1984, Angers a changé le nom de la rue de la Juiverie en rue Anne Frank, honorée dans plus de 75 communes par des rues (ou allées ou avenues ou impasses ou passages ou places ou squares) à Anould, L'Arbresle, Armbouts-Cappel, Artigues-près-Bordeaux, Besançon, Bettancourt-la-Ferrée, Béziers, Bobigny, Bordeaux, Bourgueil, Buxerolles (Vienne), Castanet-Tolosan, Castelsarrasin, Champagney (Haute-Saône), Champagnole, Châtellerault, Civray (Vienne), Colmar, Coulounieix-Chamiers, Désertines (Allier), Ecquevilly, Erquinghem-Lys, Franconville, Frévent, Frouard, Givors, Gradignan, Guesnain, Guyancourt, Haubourdin, Ingersheim, Lessay, Lignan-sur-Orb, Limoges, Lons-le-Saunier, Lorette (Loire), Magny-les-Hameaux, Mions, Montigny-le-Bretonneux, Montlouis-sur-Loire, Montreuil (Seine-Saint-Denis), Nîmes, Ploufragan, Portes-lès-Valence, Riorges, Rivery, La Roche-sur-Yon, Saint-Brieuc, Saint-André-lez-Lille, Saint-Jean (Haute-Garonne), Saint-Just-Saint-Rambert, Saint-Lô, Saint-Martin-Boulogne, Saint-Martin-d'Hères, Saint-Maurice-l'Exil, Saint-Rémy (Saône-et-Loire), Saint-Vallier, Sainte-Geneviève-des-Bois (Essonne), Sannois, Saran, Sérignan, Somain, Tavaux, Thuré (Vienne), Torcy (Seine-et-Marne), Trégueux, Trélissac, Valdoie, Vendin-lès-Béthune, Vendin-le-Vieil, Vert-Saint-Denis, Vierzon, La Ville-aux-Dames, Villiers-sur-Orge et Vire.
Dans le 3e arrondissement de Paris, un jardin Anne-Frank a été inauguré le 20 juin 2007, au 14 impasse Berthaud ; le square du Temple est de même devenu, le 29 juin 2017, "Square du Temple - Elie-Wiesel".

### Simone Veil
Simone Veil, rescapée de la Shoah et ancienne présidente de la Fondation pour la mémoire de la Shoah a été honorée pour l'ensemble de sa carrière par plusieurs villes de France : rue Simone-Veil à Briey, inaugurée le 12 juin 2006, boulevard Simone-Veil à Nice, depuis 2013, pont Simone-Veil à Bordeaux (en construction), dont l'ouverture est prévue en 2020.

### Justes
Plusieurs villes ont tenu à honorer les Justes parmi les Nations qui ont permis le sauvetage de Juifs en France. On peut citer Agde, Cherbourg-Octeville, Nancy, Paris (allée des Justes de France), Strasbourg (allée des Justes parmi les nations) et Surgères. À Paris, la place Moussa-et-Odette-Abadi perpétue depuis 2008 le souvenir d’un couple qui sauva des enfants juifs.

### Autre forme d’antisémitisme
Par le jardin Ilan-Halimi, la ville de Paris honore la mémoire d’Ilan Halimi (1982-2006), la jeune victime de l'antisémitisme du gang des barbares. Une stèle commémorant son martyre est érigée en 2011 dans le parc Richelieu à Bagneux ; elle est plusieurs fois brisée ou profanée par des tags,,.

## Sources
- Cartes fournies par Google Maps
- Base de données du GPS de l'IGN